# パリの歴史
パリの歴史（パリのれきし）は、2,500年以上に及ぶ。その起源はガリア人の小集落であるが、ヨーロッパ近代国家における多文化都市、かつ最も代表的な世界都市の1つに発展を遂げた。

## 古代

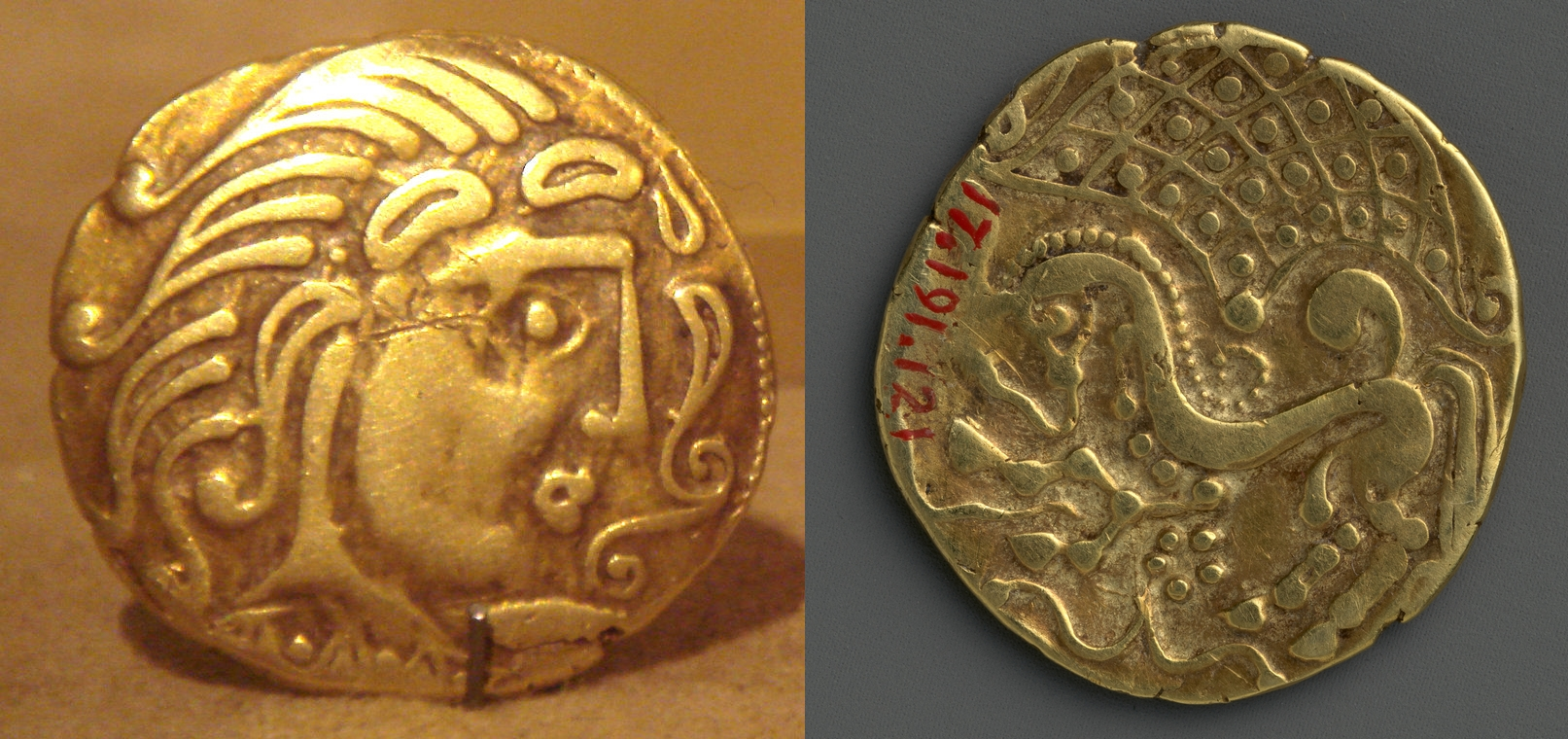
パリシイ族の硬貨（メトロポリタン美術館所蔵）

少なくとも紀元前4世紀から、現在のパリの場所には人が居住していた。この時期の出土品によると、セーヌ右岸のベルシー付近に集落があり、シャセ文化 (Chasséen culture) の特徴を有している。現在のパリの場所には、紀元前250年頃にケルト系部族のパリシイ族(Parisii) が集落を形成し、セーヌ川の河畔に漁村が作られていたとされる。以前、当時の集落はシテ島にあったとされていたが、最近の研究では疑問が呈され、近年の出土品によると、ローマ時代以前のパリ地域最大の集落は現在のパリ郊外のナンテールにあった可能性が示されている。
パリは繁栄し、河川の航行や交易上の拠点として戦略的な位置を占めた。この地域では、紀元前52年、ウェルキンゲトリクスがケルト人を率い、カエサルのもとのローマ帝国に対し反乱を起こしたが、これを鎮圧され、ローマ人の支配下に入った。紀元前1世紀末、パリのシテ島とセーヌ川左岸のサント・ジュヌヴィエーヴの丘は、ルテティアと呼ばれた新しいローマ人集落の中心となった。

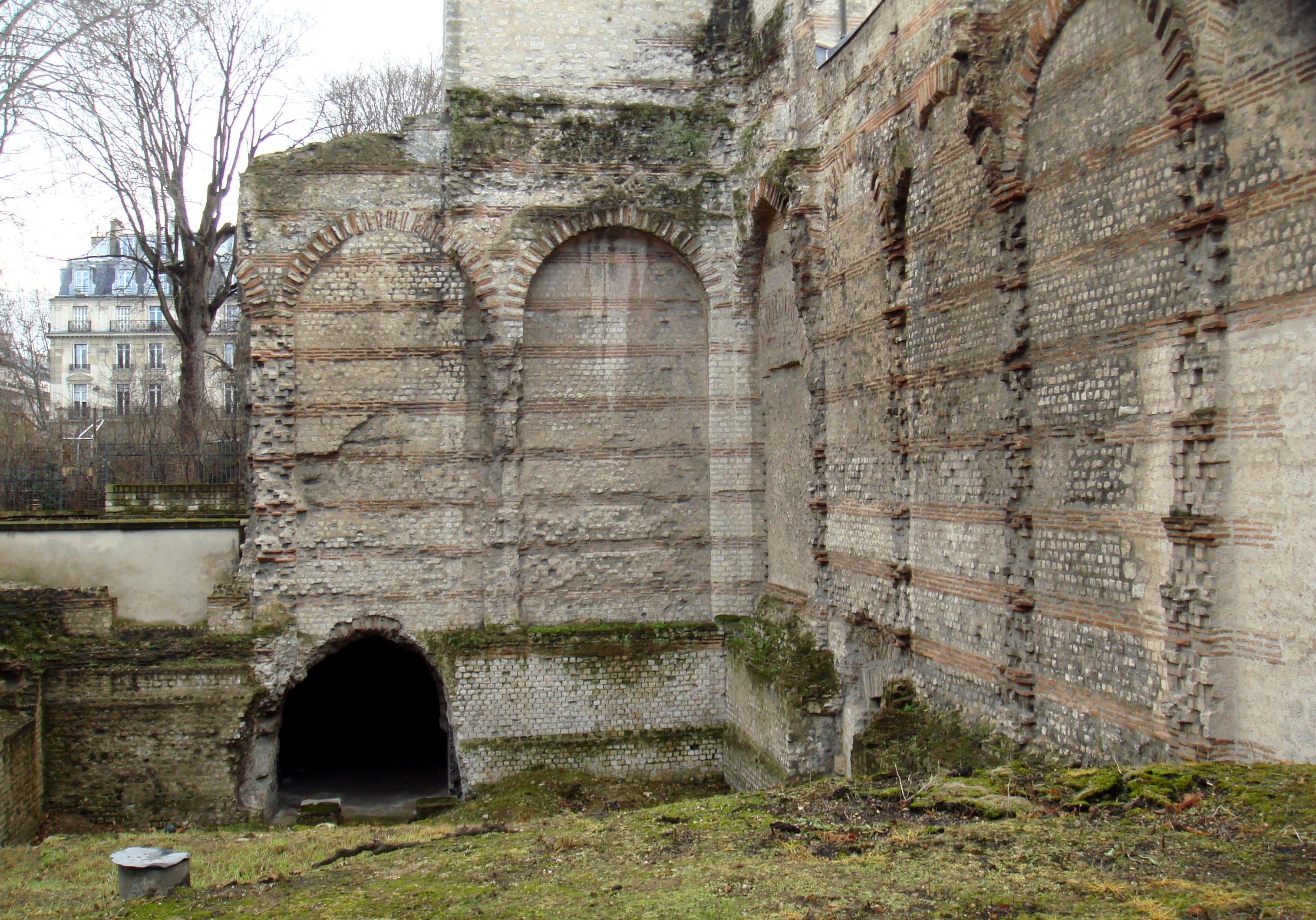
パリ中心部のローマ風呂遺跡（クリュニー浴場）

ローマ人の支配下で、パリはローマ化が進んで発展したが、この地方の首都ではなかった。3世紀にサン・ドニが町で最初の司教となり、パリはキリスト教の都市となった。これは必ずしも平和裏に行われたのではなく、250年頃、サン・ドニと2人の同胞は捕えられ、現在のモンマルトルの丘で斬首刑に処せられた。

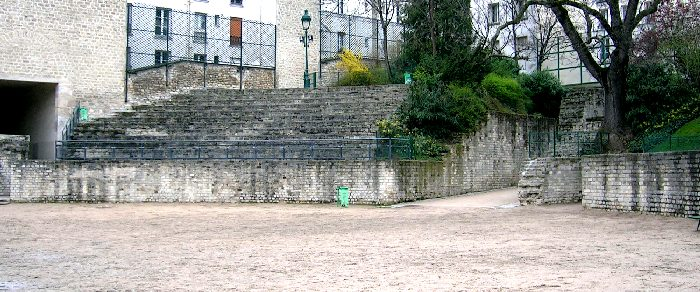
パリにある円形闘技場（アレーヌ・ド・リュテスの遺跡）

ルテティアは212年、この地方の先住民であるパリシイ族(Parisii) の名称をとってパリに改称されたが、3世紀、4世紀は戦乱が多く安定しなかった。異民族の攻撃を受け、防御のための城壁が建設された。357年、コンスタンティヌス1世の甥であるユリアヌスがパリの新しい長として着任した。コンスタンティヌス1世はキリスト教をローマ帝国の正式な宗教としたことで有名であるが、ユリアヌスは「背教者」でありキリスト教の優遇を廃した。彼は361年にローマ皇帝となったが、そのわずか2年後に戦死した。
ローマ帝国による北ガリアの支配は5世紀に崩壊した。451年にこの地方はフン族のアッティラ王に侵略され、パリも攻撃される危機に直面した。伝説によると、聖女サン・ジュヌヴィエーヴとその信者の敬虔な行為によってこの町は救われ、祈りにより、アッティラの部隊はパリから南に去って行ったとされる。サン・ジュヌビエーブは今日でも、パリの守護聖人とされている。

## 中世初期

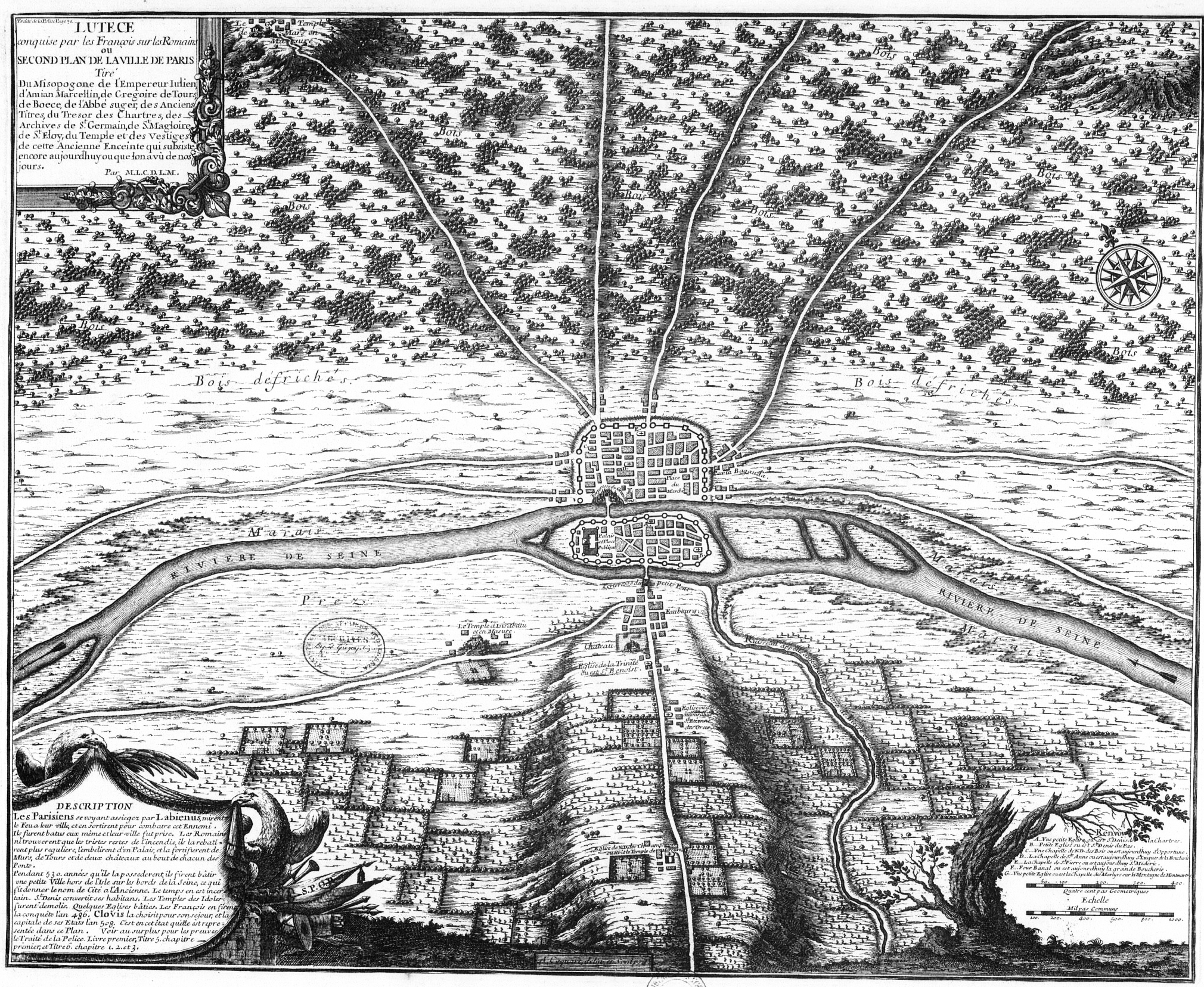
最初のフランク王の頃のパリ

パリがアッティラから逃れたのもつかの間のことで、464年、フランク王国メロヴィング朝のキルデリク1世 (en:Childeric I) により攻撃される。彼の息子のクローヴィス1世は、506年にパリをメロヴィング朝の首都とし、511年の死後はサン・ジュヌビエーブのそばに埋葬された。
この時期までに、パリは木造の建物が密集して並び、ローマ帝国時代の遺構も残る典型的な中世初期の都市となっていた。歴史家のサン・グレゴリウスによると、585年に大火があったとされる。都市はシテ島の範囲を超えて成長し、セーヌの両岸に郊外が形成された。
751年、メロヴィング朝はカロリング朝に替わり、同年に最初に即位したピピン3世の次のカール大帝は、神聖ローマ帝国の首都をパリからアーヘンに移した。パリは帝国に顧みられなくなり、セーヌ川をさかのぼってくるヴァイキングの襲撃をたびたび受けた。カロリング朝は次第に弱体化し、パリ伯の力が増大した。
885年、パリはデンマークのヴァイキングによる700隻の船と30,000人の兵による大軍に直面し、人々はアンジュー伯のロバートと、その息子であるパリ伯のウード1世に助けを求めた。ウード1世は、ヴァイキングによる10ヶ月間の包囲攻撃に対抗して街を防衛し、西フランク王国のシャルル3世と共に、帝国の共同統治者となった。987年、彼の大甥であるユーグ・カペーはフランス（FranceまたはFrancia：語源は「フランク人の土地」）の国王に選ばれた。ユーグ・カペーはパリを首都とし、カペー朝を創始した。

## 中世と近代初期

### カペー朝

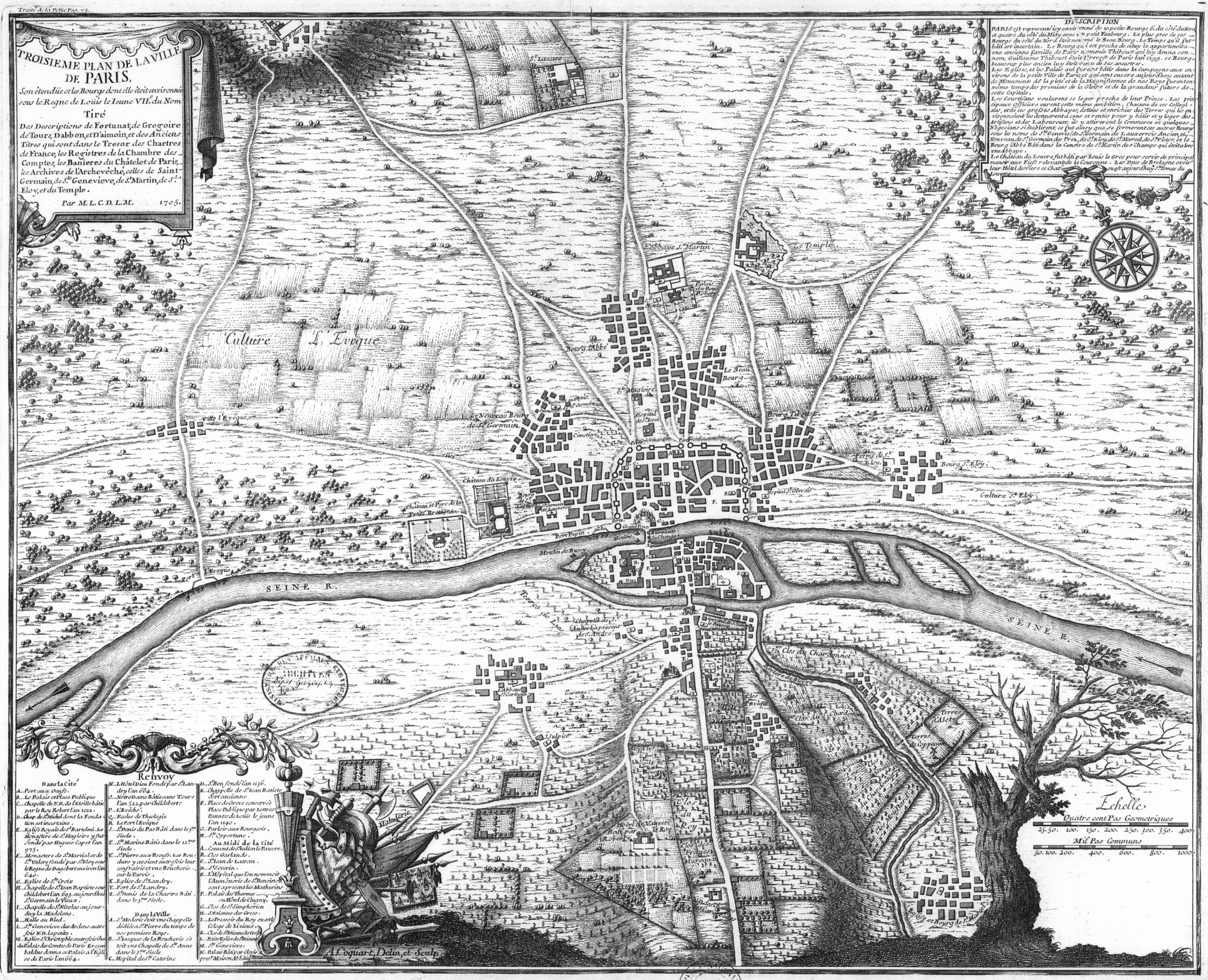
1180年

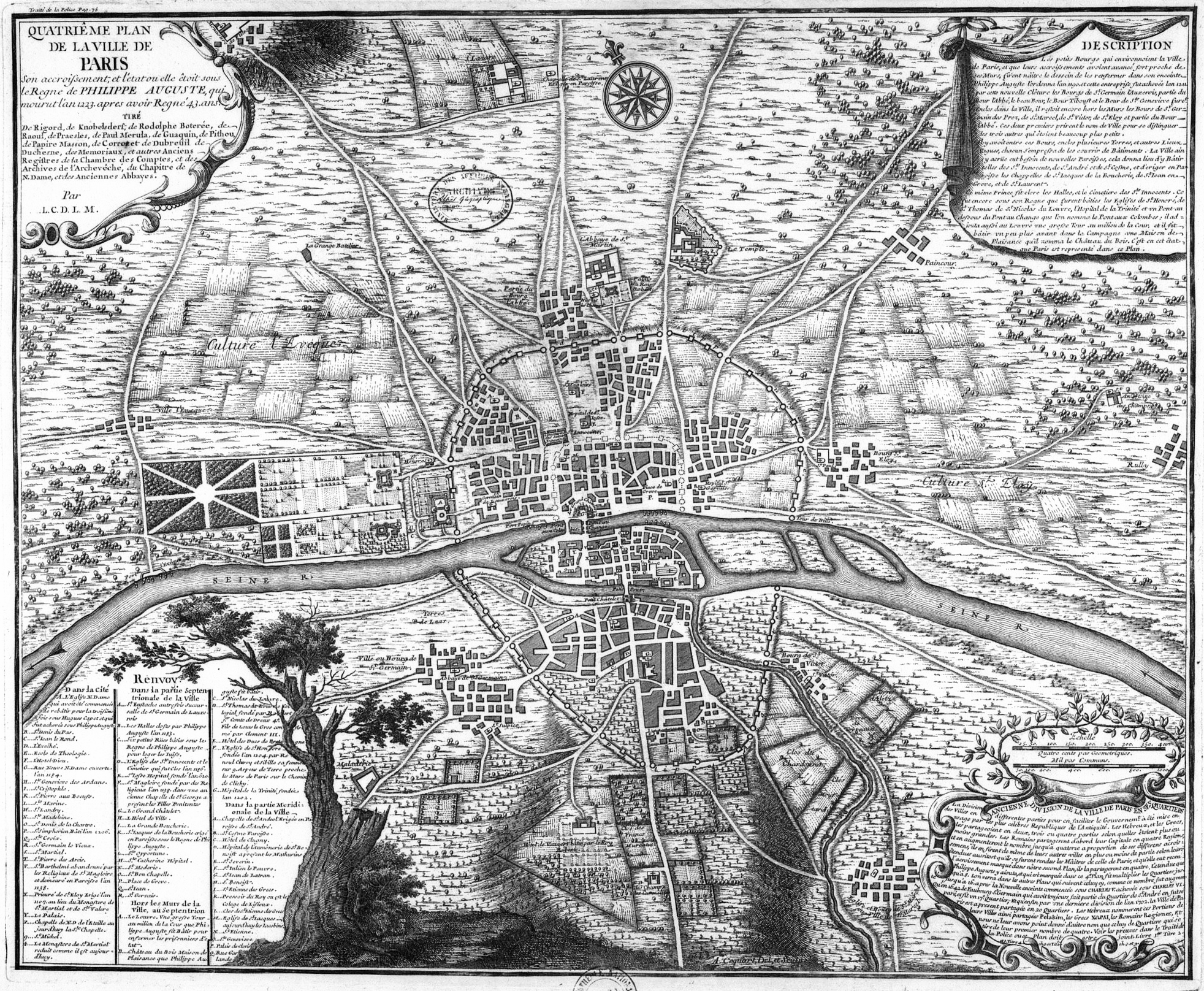
1223年

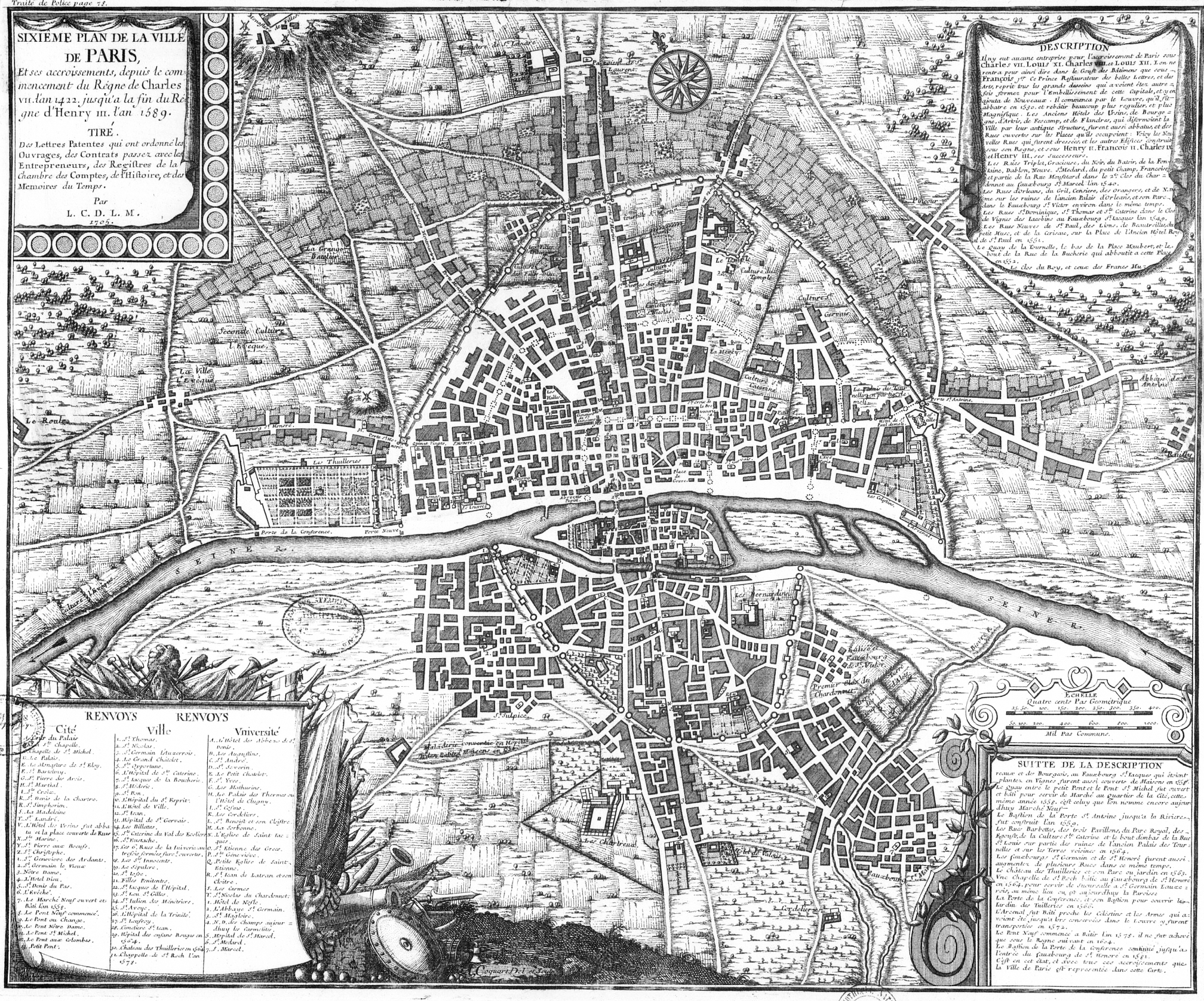
1422年から1589年までの発展

当初、フランス国王は、パリとその周辺のイル＝ド＝フランス地方のみを統治していたが、次第にその領土と力を拡大した。パリは帝国の首都、学術の拠点、そして教会の拠点として重要性を増した。
12世紀にはすでに、パリの特徴が明白に現れていた。1163年にノートルダム大聖堂が作られたシテ島は政治と宗教生活の中心、左岸（セーヌ川の南側）は教会が運営する様々な学校が置かれた学術の中心であり、右岸（セーヌ川の北側）は商業と経済の中心であった。また、ハンス・パリジャン (Hanse parisienne) と呼ばれた商業組合が設立され、急速に力を持つようになった。
1180年からのフィリップ2世の治世下で、多くの建築事業が行われた。新たな市壁が建設され、ルーブル宮殿の建設が始まり、道路の舗装、パリ中心部のレ・アールへの中央市場の建設（この市場はその後、1969年まで存続）がなされた。
彼の孫のルイ9世は、その信仰の深さで知られるが、13世紀にパリを巡礼の拠点とし、シテ島へのサント・シャペル教会堂を建設し、ノートルダム大聖堂とサン＝ドニ大聖堂を完成させた。このサン＝ドニ大聖堂は、中世ゴシック建築の中でも見事なものの1つである。

### ヴァロワ朝
1328年にカペー朝の直系は断絶し、ヴァロワ家のフィリップ6世がフランス王に即位した（ヴァロワ朝）。しかし、フィリップ4世の孫にあたるイングランド王エドワード3世は、自らこそフランスの王位継承者であると主張し、両国の間で百年戦争が勃発した。その後、ペストの大流行が起こった。
パリの14世紀の歴史は、このような疫病や政争、さらに大衆の反乱が断続した。1357年、パリの商人頭であったエティエンヌ・マルセルは、君主の力を抑え、都市と1347年に初めてパリで開かれた三部会が特権を得られるように、商人の反乱を主導した。当初、君主の側は譲歩したが、1358年、パリは王の軍によって奪還され、エティエンヌ・マルセルとその支持者は殺害された。
この後、シャルル5世は反乱に備えた防御を行い、外敵に備えた新たな市壁が建設され、またパリ市民を統制するためバスティーユ牢獄が作られた。1382年、シャルル6世の時代に、重税に対する反乱が起こったが、すぐに暴力的に鎮圧された。これに伴いパリは、それまで有していた特権を失うことになった。
1407年、シャルル6世の従弟のブルゴーニュ公ジャン1世（無怖公）によって王弟のオルレアン公ルイ・ド・ヴァロワが暗殺されると、フランスでは市民戦争が勃発した。パリの支配と王位をめぐり、ブルゴーニュ派とアルマニャック派の対立が激化したのである。無怖公の支配は1413年に反乱を受けて終了、1418年にパリを奪還したのも束の間、翌1419年に暗殺された。
1420年、この混乱に乗じてイングランド王ヘンリー5世はパリを支配した。2年後の1422年にヘンリー5世がパリ市外のヴァンセンヌ城で逝去、シャルル6世の息子シャルル7世は1429年にパリの奪還を試みるが、ジャンヌ・ダルクの活躍にも関わらず失敗に終わった（パリ包囲戦）。1431年、ヘンリー5世の息子ヘンリー6世はパリで戴冠式を行いフランス王の称号を受けたが、1436年にシャルル7世は数度の攻撃の失敗を経ながらもパリを奪還した。
パリの奪還に伴い、ヴァロワ朝の君主とフランスの貴族は、様々な教会や記念建造物、大邸宅を建設し、その権威を誇示しようとした。しかしその効果も乏しく、後期のヴァロワ朝政権はパリに居住せず、ロワール渓谷沿いやパリ周辺の地方部にあるルネサンス様式の城館を好むようになった。この後の1世紀で、パリの人口は3倍以上に増加した。フランソワ1世はヴァロワ朝の君主の中でも最も影響力が大きく、ルーブル宮殿を改築し、レオナルド・ダ・ヴィンチやベンヴェヌート・チェッリーニの作品を含む壮麗なルネサンス様式の宮殿とした。
カトリックからの厳しい弾圧を受けながらプロテスタントが勃興したことにより、フランス国内の各地域で宗教戦争（ユグノー戦争）が勃発していたが、パリもこれに巻き込まれた。パリはカトリックを主流とする都市だったが、プロテスタントの信仰者も増えており、宗教対立によって残忍な抗争が生じた。その頂点となるのが、1572年8月23日のサン・バルテルミの虐殺で、カトリックが推定で3,000人のプロテスタントを殺害した。
シャルル9世を継いだ弟のアンリ3世は平和的な解決を模索したが、民衆は反乱し、バリケードの日と呼ばれる1588年5月12日にアンリ3世を強制追放した。このときからパリは、16区総代会（Seize）という組織によって統治されるようになった。16区総代会の委員は、パリの当時の16区それぞれを代表していた。この会は数年前から秘密裏に作られ、主に、職業の発展を阻害する政府の既存構造への不満と、ヴァロワ朝の君主とりわけアンリ3世が奪ってきたパリの伝統的特権を守りたいという欲求から、反乱を起こそうとしていた。貴族階級、特にギーズ公アンリ1世は、バリケードを築いたパリの民衆とともに、王を追放する反乱において重要な役割を果たした。
1588年12月23日、アンリ3世がギーズ公と弟のルイ・ド・ロレーヌを暗殺させると、パリでのアンリ3世への反発はさらに大きくなった。このときパリの印刷業者は、王とその政策に関する大量の反対ビラを作成した。1589年8月1日、アンリ3世はドミニコ会の狂信的な修道士ジャック・クレマンによって暗殺され、ヴァロワ朝は終焉を迎えた。
パリは次のブルボン朝初代の王であるアンリ4世にも敵対、カトリック同盟の他都市と同様、1594年まで反対する。1590年3月14日、イヴリーの戦いでアンリ4世がカトリック同盟に勝利すると、アンリ4世はパリを攻撃した。パリでは貧困が広がり、賃金が固定され、物価が急上昇し、聖職者や慈善団体によってパリの救済への祈りが行われた。こうした活動は、パリでの初期のカトリック改革ということもできよう。1590年8月30日、攻撃はついに終わったが、1590年代を通じてパリの経済状態は困窮し、人々の反乱が生じた。例えば、「パンか平和か（Pain ou Paix）」として、安いパンか、市政府とアンリ4世との講和のどちらかを要求した。
総代会の力は次第に弱体化し、カトリック同盟とくにマイエンヌ公シャルル、ネムール公がパリで力を持った。1593年に彼らは三部会を招集して、王の継承についての解決策を見いだし、アンリ4世が王位に就くのを防ごうとしたが、他の後継者がいなかったためこの試みはうまくいかなかった。
1594年5月14日、アンリ4世は市政府との連座のもとパリに入り、すぐにフランス王に即位した。

### ブルボン朝

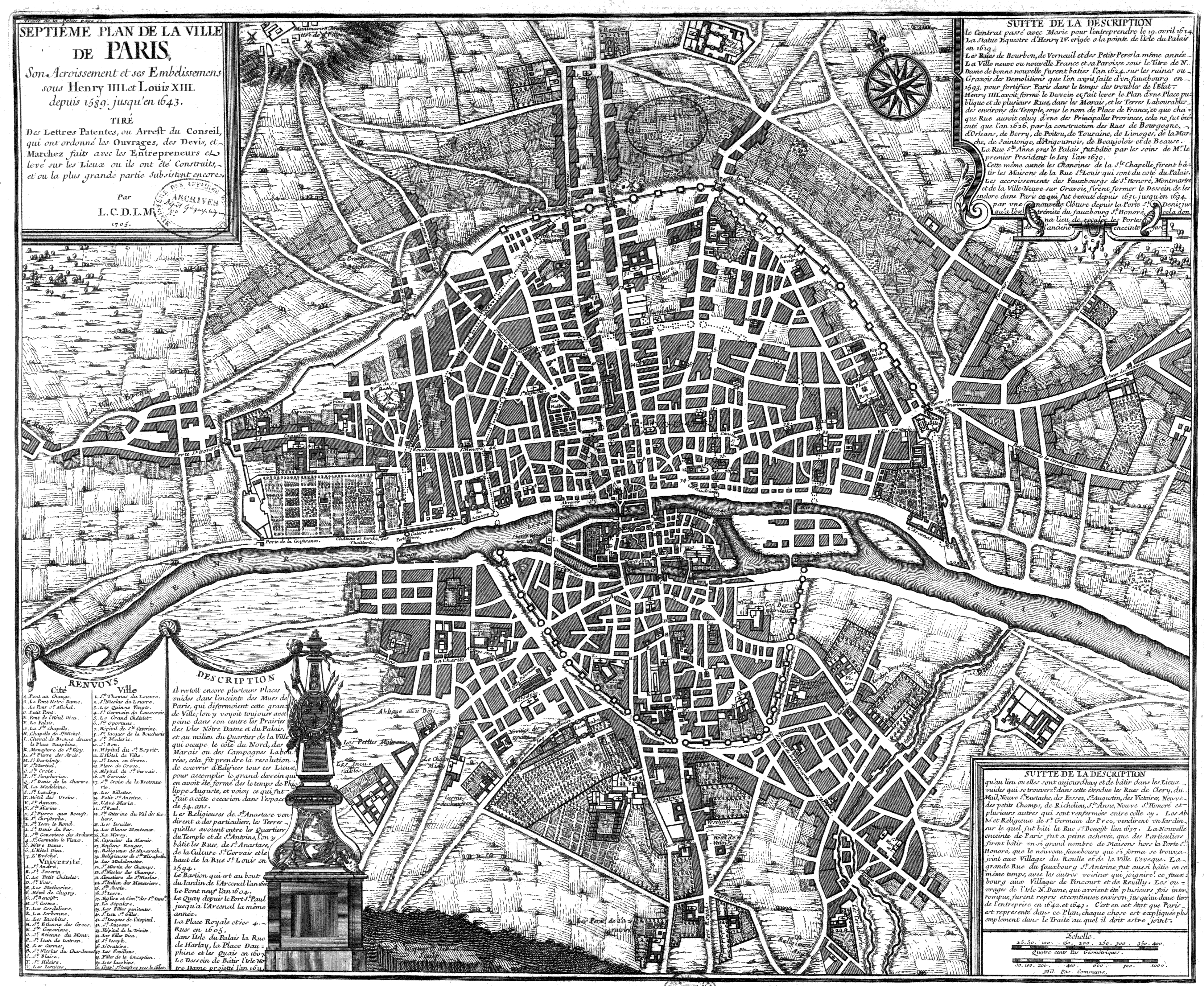
1589年から1643年にかけての発展

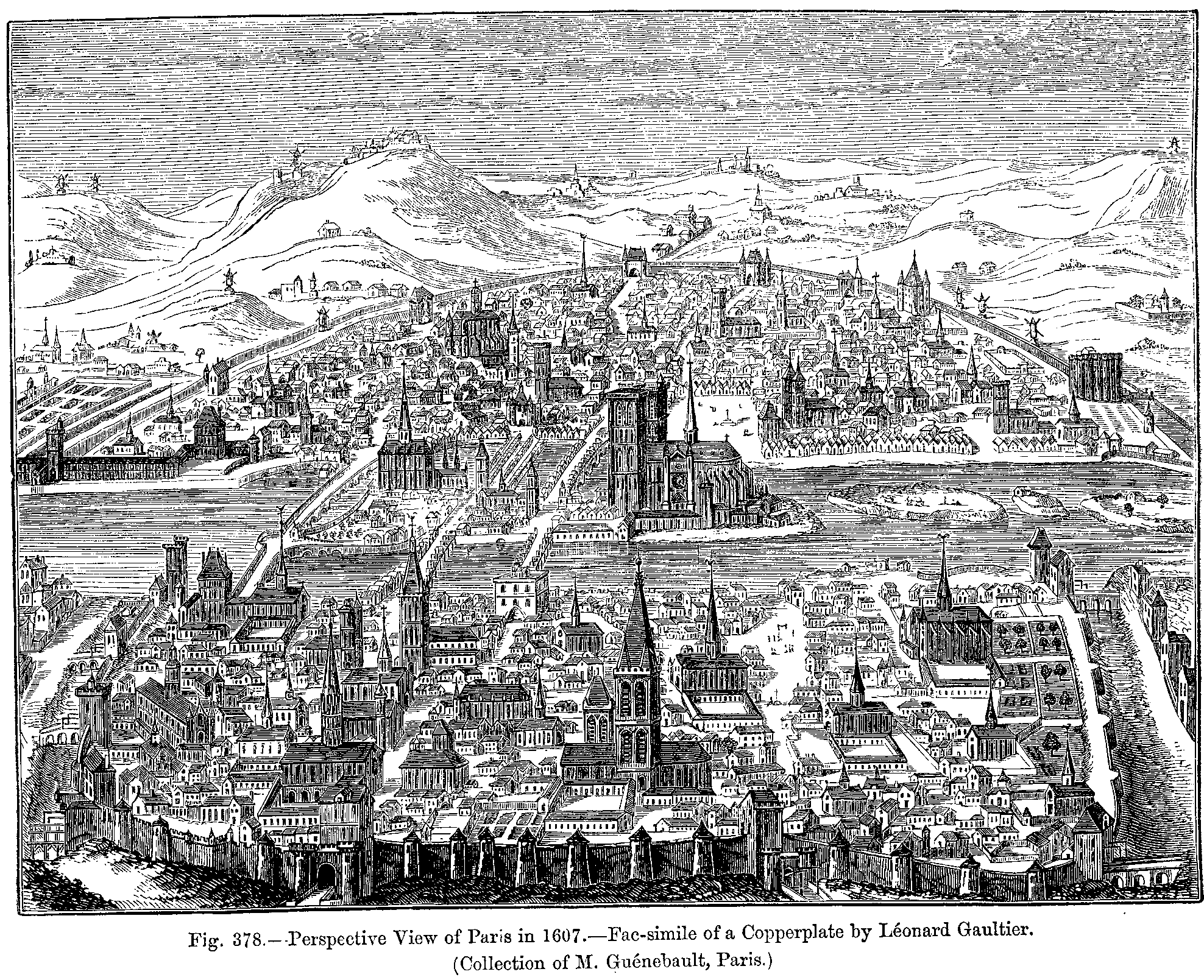
1607年のパリ鳥瞰図

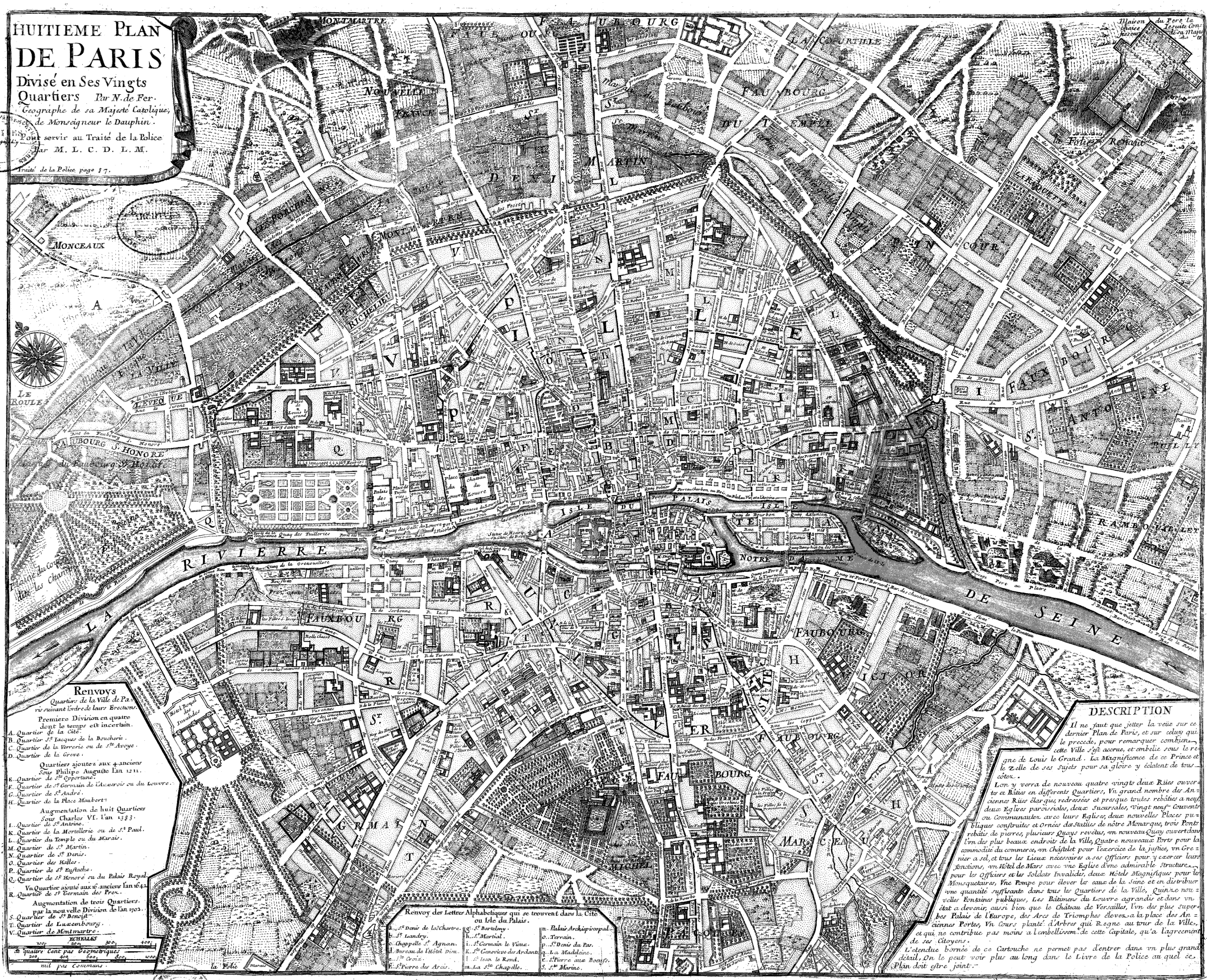
1705年

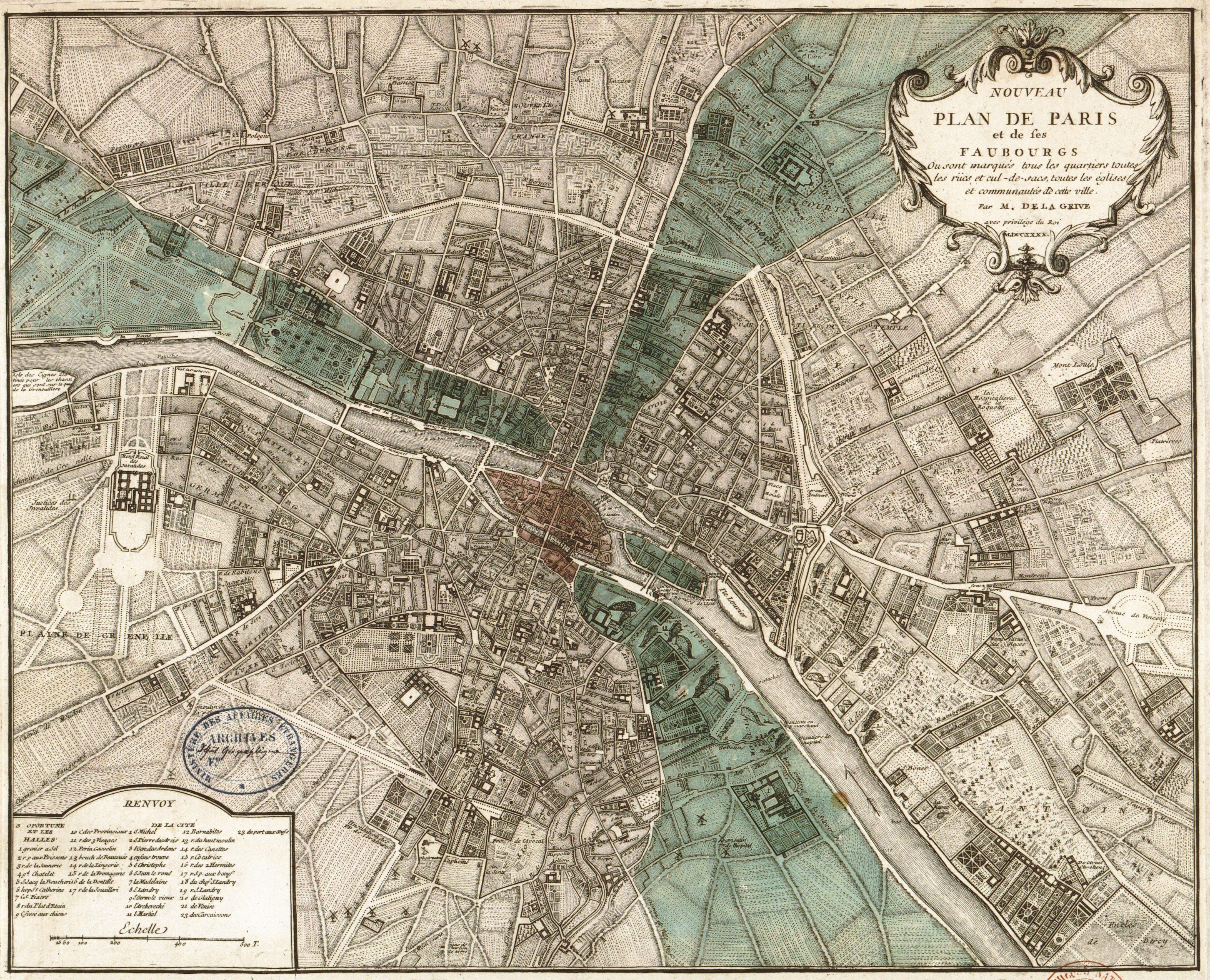
1740年

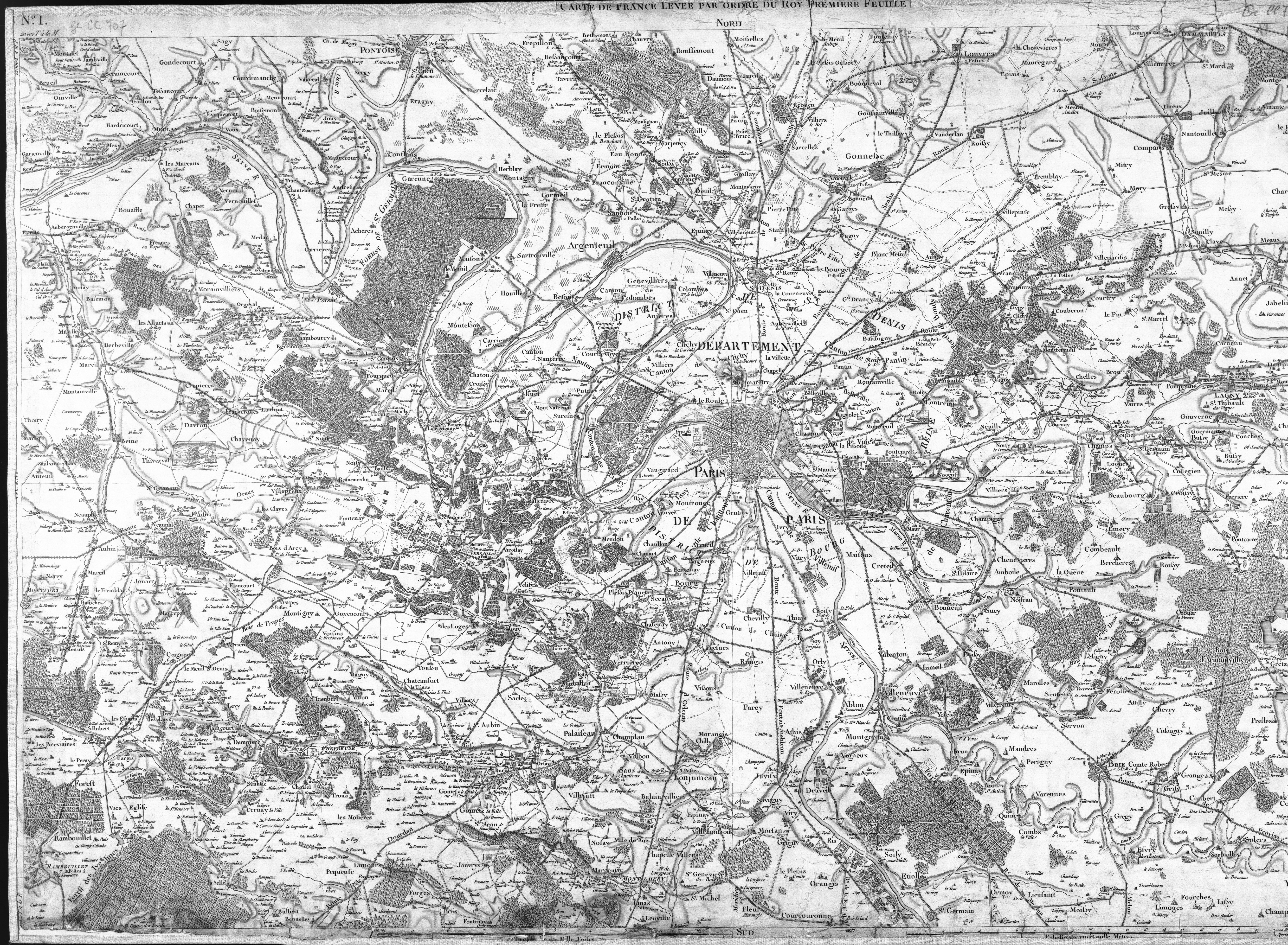
1750年のパリと郊外

ヴァロワ朝後期の王と異なり、アンリ4世はパリを主な居住場所とし、都市での多くの公共事業を行った。例えばルーブル宮殿の拡張、ポンヌフ、ヴォージュ広場、ドーフィン広場、サンルイ病院の建設を行った。特にポンヌフは、それまでセーヌ川に架かっていた橋上に家屋を備えていた橋とは異なり、家屋を持たない大きく眺望が開かれた橋で、そこには多くの人々が往来し、パリの交通の中心の機能を果たした。アンリ4世は、特にナントの勅令によってプロテスタントの権利を認めた後、両派の宗教的な狂信者からの危険に頻繁にさらされた。少なくとも23回の暗殺の危機を回避した後、1610年5月14日、カトリックの狂信者の犠牲によって殺害された。
次のルイ13世はわずか8歳で王に即位し、母のマリー・ド・メディシスが摂政として政治を補佐した。成年の15歳になってから、実際の権力は有能だが冷酷なリシュリューが行使して、大きく王権を拡大した。ルイ13世の治世下にパリは大きく変化し、マリーはリュクサンブール宮殿、リシュリューはパレ・ロワイヤルの建設や、ソルボンヌ大学の改築を行った。ルイ13世はまた、カトリック改革の表現として、多くのバロック様式の教会を建設した。
1643年にルイ13世は死去し、王位は5歳のルイ14世（太陽王）に継承された。1648年、新しい王とその家族は、フロンドの乱によってパリを追放された。フロンドの乱は、富裕層の王権への反発と重税の2つを原因としており、貴族はリシュリューのもとで失われた政治力を回復するために反乱を起こした。しかし乱は1653年に鎮圧され、ルイ14世は安定した治世を迎えた。またこの乱に、パリの民兵組織がフロンド側を支持していたことから、乱の鎮圧後、民兵組織の形骸化が急速に進んでいく。その背景には、街地区の選挙が機能しなくなり、その職を有力者の家が買い取ったり、またそれを相続し、市の参事会といった都市の上位機構に食い込んでいくなどといった、寡頭的な支配が始まったことによって、結果、民兵組織の指揮官の選出に王権の介入を受けるようになった経緯がある。
フランスの威信は太陽王ルイ14世のもとで最高に達した。財務総監のジャン＝バティスト・コルベールはパリでの豪華な建設事業を行い、太陽王にふさわしい「新たなローマ」を作り上げようとした。しかし王自身はパリを好まず、広大なヴェルサイユ宮殿にて執政を行うことを好んだ。このときまでにパリは中世の市域を大きく越えて成長し、17世紀半ばには人口約500,000人、建物約25,000棟であった。またルイ14世の治世下において、1667年にパリ警察代官を創設する王令と、1670年にそれまでパリに来る外敵の侵入を防ぐために築かれていた城壁を撤去する王令が出された。初代の警察代官に就任したラ・レニーは、パリのゴミ収集体制を確立し、また市内に街灯を設置した。特に街灯の設置はルイ14世を満足させ、記念のメダルを作らせたほどであった。このメダルには、ランタンをかざす女神の像が描かれ、ラテン語で「安全と光の都市」と記されている。壁の撤去事業では30年以上続き、その跡地にはブールヴァールが建設された。この王令は、それまで城壁内のパリを支えていた民兵組織の形骸化と王権の威光をパリの住民の目に見える形で示したものであった。
1697年になると、2代目警察代官ルネ・ダルジャンソンが就任する。彼はゴミ問題のみならず、火災や洪水への対処や、都市の中で危険な場所への注意喚起といった、都市空間の規律化に注力し、その過程で捜査班を組織し、市内のカフェや教会などに密偵を派遣させた。
ルイ14世のひ孫であるルイ15世はわずか5歳で国王となり、オルレアン公フィリップ2世が摂政を務めた。オルレアン公はすぐに汚職と放蕩で悪名高くなり、1720年の南海泡沫事件での汚職によって大きく信頼を失った。
ルイ15世の治世下では、アンジュ=ジャック・ガブリエルによって士官学校が、ジャック・ゴンドワンによって外科学学校が建設された。これらはその後のルイ16世様式の嚆矢となる。またこの時代になると、パリに流入する貧民が治安の低下を招くという意識が根付いてきたことから、乞食への取り締まりが強化される。こうした乞食は最終的にアメリカ大陸の植民地開発のための労働力として移送された。1740年、パリのそれまでの捜査官職を廃止し、20人からなる新たな組織を設立する王令が出される。この王令では、5年の軍務や士官経験のある者など、採用条件をより高めることによって、素性のしれない人物が捜査官職に就くことを阻止し、またより強力な捜査権を与えることを示している。1755年にはフランスの偉人を祀る墓所パンテオンが建設される。これは元々は、パリの守護聖人ジュヌヴィエーブを祀る教会として設計された。
18世紀後半、パリは西洋の学術・文化の中心となった。啓蒙時代の中心、「理性の時代」の新しい思想の中心となった。ルイ15世の公妾のポンパドゥール夫人がパリの知識人を支援し、王に新しい建造物を作るよう促すなど、国家によっても積極的に奨励された。
ルイ16世の下で、パリは芸術、科学、哲学の中心としての威信を得るようになった。1783年、モンゴルフィエ兄弟は歴史的な熱気球での有人飛行をパリで行った。しかしフランスの国家財政はもはや破綻しており、七年戦争と、アメリカ独立戦争への干渉により、資金が枯渇していた。1784年から1791年までの間に、新たな市壁がパリの周辺に建設され、徴税のための税関も設けられたが、これは非常に不評であった。1788年の不作により、フランス全土での飢餓、疫病と、パリでの食糧反乱が勃発した。食糧危機に際して、王権はパンと小麦の流通を全国的に規制しながらも、パリにそれを搬入することが課題となっていた。その一環として、ポリス会議は財務総監に穀物輸出の停止と、外国穀物の輸入を要請している。さらに警察代官の力を借りて、パリへの特権が行使される地域での穀物の取り引き、販売の規制や、不正な取り引きの取り締まり強化をした。しかし食糧危機がより深刻化すると、こうした警察代官の権力のみでは対処が難しくなり、この警察機構がパリ市当局やパリ高等法院といった様々な組織によって左右されていることが鮮明に映し出された。

## フランス革命

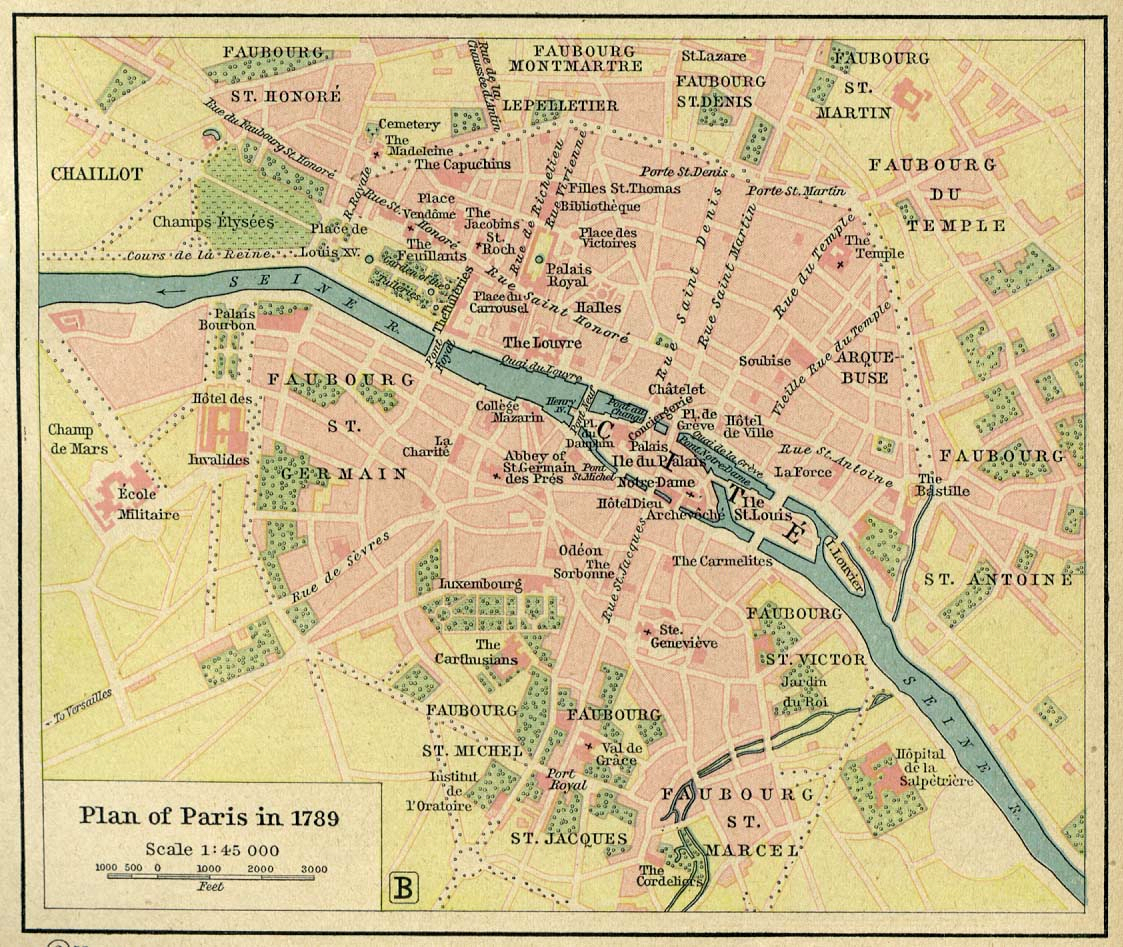
1789年

フランス革命はパリで勃発し、国王は反乱を鎮めるために兵を駐屯させた。1789年7月13日、無名だった弁護士のカミーユ・デムーランは、当時政府で唯一正直であると人々に認知されていたジャック・ネッケル大臣がルイ16世に罷免された際、パレ・ロワイヤル広場で「武器を取れ Aux armes! 」という演説をして、パリ市民の蜂起を促した。

バスティーユ牢獄への襲撃

翌7月14日、暴徒化した人々はアンヴァリッドの武器庫を制圧し、多くの銃を得て、バスティーユ牢獄を襲撃した。バスティーユが陥落するまでの戦いで、87人が殺害された。これはフランス革命で最初の事件で、フランスでは今でも7月14日はバスティーユの日として記憶されている。
パリは革命の混乱に陥り、政治団体が建物を制圧して拠点とした。しかしこれにより食糧供給が悪化し、10月には怒った人々が抗議のためにヴェルサイユまで行進した。パンがない人々に対して、マリー・アントワネットが「ケーキを食べればいいじゃない」と言ったというのは有名だが、これは事実ではない。怒り狂った人々が宮殿を襲撃し、ルイ16世自身が現れてパリに家族と戻ることに同意してから、ようやく静まった。王家はテュイルリー宮殿で囚われの身となり、1791年6月20日に脱出を試みるが捕らえられてパリに戻った。
ヨーロッパの他国の軍は、自国の王権を脅かすと考えてフランス革命の鎮圧に向かったが、外国の侵攻と占領がなされるとの噂によって、パリでの政治状況は悪化した。ルイ16世は、外国の敵と内通しているとして急進的なジャコバン派によって批判され、1792年8月10日、民衆は王の退位を国民議会に要求した。この要求が退けられると、人々はテュイルリー宮殿を攻撃し、大家を捕らえた。ロベスピエール、マラー、ダントンが主導する急進派が実権を握った。翌月、新体制に反対すると見なされた人々の虐殺が行われ、2,000人以上が殺害された。1792年9月22日、王権は公式に失われ、フランス第一共和政が開始された。パリ侵略を目指したプロイセン軍は、この直後に敗北している。現在のコンコルド広場にギロチンが設置され、1793年1月21日にルイ16世、同年10月にマリー・アントワネットが処刑された。
革命は徐々に急進化して、内部紛争に移行した。その対象は王族だけでなく革命に反対する人々も含まれた。1794年、1,300人以上が6週間のうちに処刑されたが、1794年7月には穏健派が主導権を握り、ついに急進派は基盤を失い、ロベスピエールとその一派は処刑された。
1795年、貴族の反乱が発生したが、若い軍人ナポレオン・ボナパルトの働きにより、反乱するパリの大衆を散乱弾で鎮圧した。この後、ナポレオンはイタリア方面軍の司令官に抜擢され、当時、フランスを脅かしていた諸国軍からの防衛を行った。この際の成功により、エジプト遠征を命じられ、エジプトをほぼ征服した。ナポレオンは名声を得て帰国し、1799年11月に独裁権を握った。翌年、ナポレオンは政権の第一統領となった。

## 19世紀
ナポレオンの治世下でパリは帝国の首都となり、強大な軍事力を有した。1804年5月18日にノートルダム寺院で行った戴冠式により、ナポレオンは皇帝として即位した。かつての王族と同様、パリを「新しいローマ」として、公共建造物の建築に着手した。例えばマドレーヌ寺院は、ローマ建築の様式を複製したものである。印刷の自由が制限され、スタール夫人とジョゼフ・ド・メーストルは追放され、新聞も数紙が廃刊した。
ナポレオンは当初、イギリス、オーストリア、ロシアとの間に軍事的な成功を収め、1806年には戦勝記念としてエトワール凱旋門の建設が開始される。1812年には、ガスパール・ド・シャブロルがナポレオンの命によってセーヌ県知事に就任し、1830年に退任するまでの間にパリに新たな公道の敷設や不動産業の育成、ウルク運河、サン・マルタン運河、サン・ドニ運河といった運河建設の着手といった、積極的な改造を行っていった。1814年3月31日、パリはロシアに敗れ、4月1日、元老院はナポレオン廃位を宣言した。パリは400年ぶりに他国による支配を受けた。王政派の女性たちはコサック兵に白いハンカチを振った。

### 復古王政

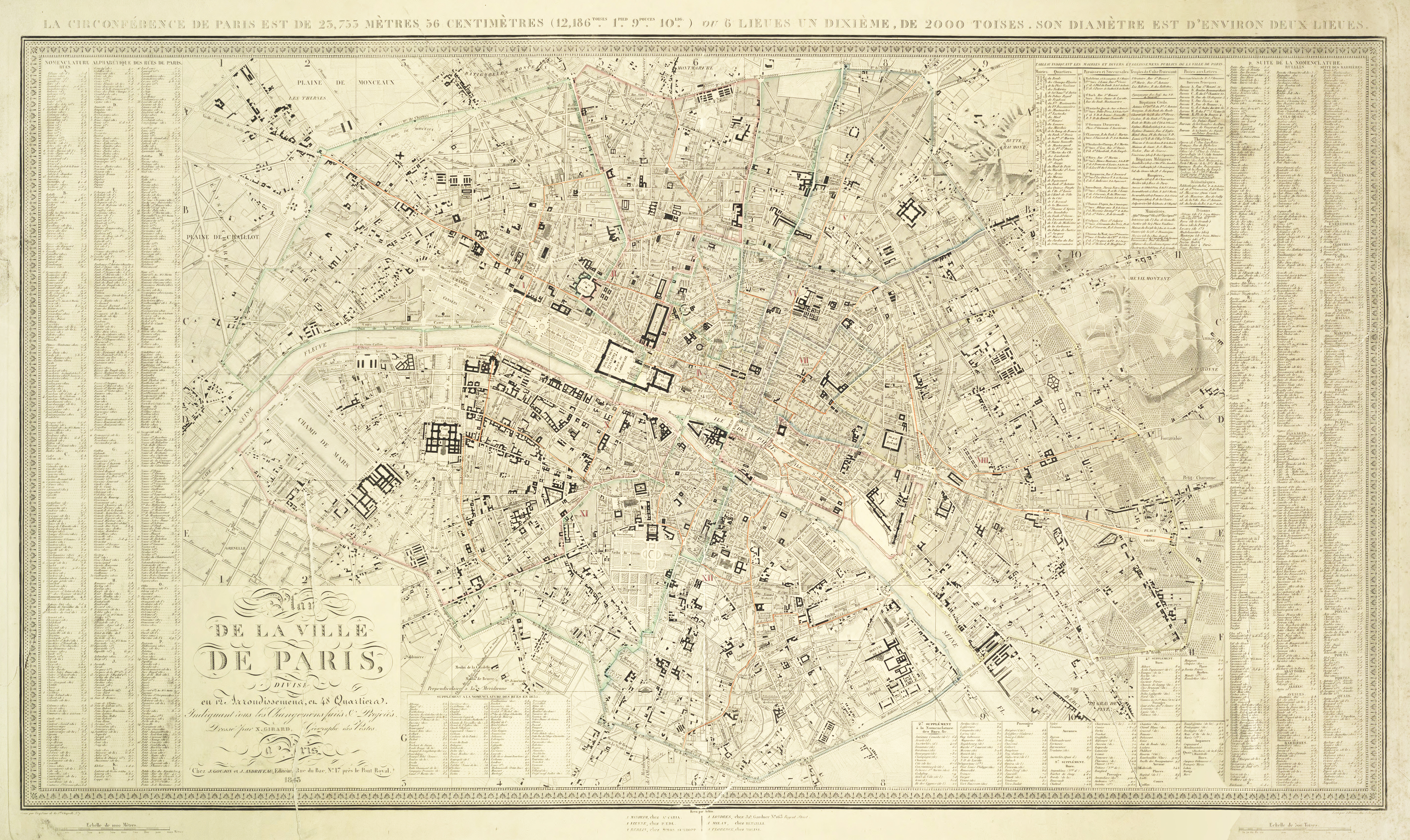
1843年

1814年、ブルボン朝ルイ18世の復位がなると、フランス復古王政となった。
1815年3月にはナポレオンがパリに帰還し百日天下となったが、6月18日にワーテルローの戦いで運命的な敗北を喫した。ナポレオンは追放され、ルイ18世が復位し、再び復古王政になった。
ルイ18世の弟シャルル10世は、ビール工場などを建設し、また聖職者を保護する一方、新聞や大学を検閲し、弾圧し、反対勢力が増大した。
1821年にサン・ドゥニ運河が、1822年にはウルク運河、1825年にはサン・マルタン運河が完成する。特にウルク運河の完成は、革命前より、飲料水のみならず工業用水などの水需要の高まりから陥っていた慢性的な水不足を解決させた。1825年にはデモや暴動が多発し、新聞抑圧法案は取り下げられた。
1827年、王が国民衛兵の大観兵式を行おうとすると、連隊の何名は大臣辞任をイエズス会打倒の叫び声で迎えたため、国王は解散を命じた。11月に両院が解散すると警察と民衆の間で衝突が生じたがこれは鎮圧された。

### 7月革命
1830年6月25日、シャルル10世は、抑圧的なサン・クラウド法を実施して報道の自由を廃し、投票権を土地所有貴族のみに限定した。7月26日に議会を解散すると、検閲制度を再建すると大衆が憲章万歳を唱えて7月革命が勃発した。警察は新聞社に乱入し、市内にはバリケードが築かれ、28日には槍や棍棒で武装した民衆と警察との間で衝突した。29日には、警官が警視庁を放棄した。

### 7月王政
シャルル10世は法令を撤回するが退位を強いられ、衆議院ではオルレアン公爵ルイ・フィリップが王座について7月王政となった。
1831年2月13日、サンジェルマンロクセロワ教会で王朝派のデモが起こると、群衆が乱入したが、政府は介入しなかった。同年末に王はチュイルリー宮へ移転した。コレラが流行し、毎日1000人以上の犠牲者が出た。コレラの流行では19,000人以上が死亡した。
1832年6月5日、ラマルク将軍の葬儀で共和派が暴動したが鎮圧された。
1835年7月28日にはコルシカのフィエスキが暴動をおこし、14名の死者が出た。

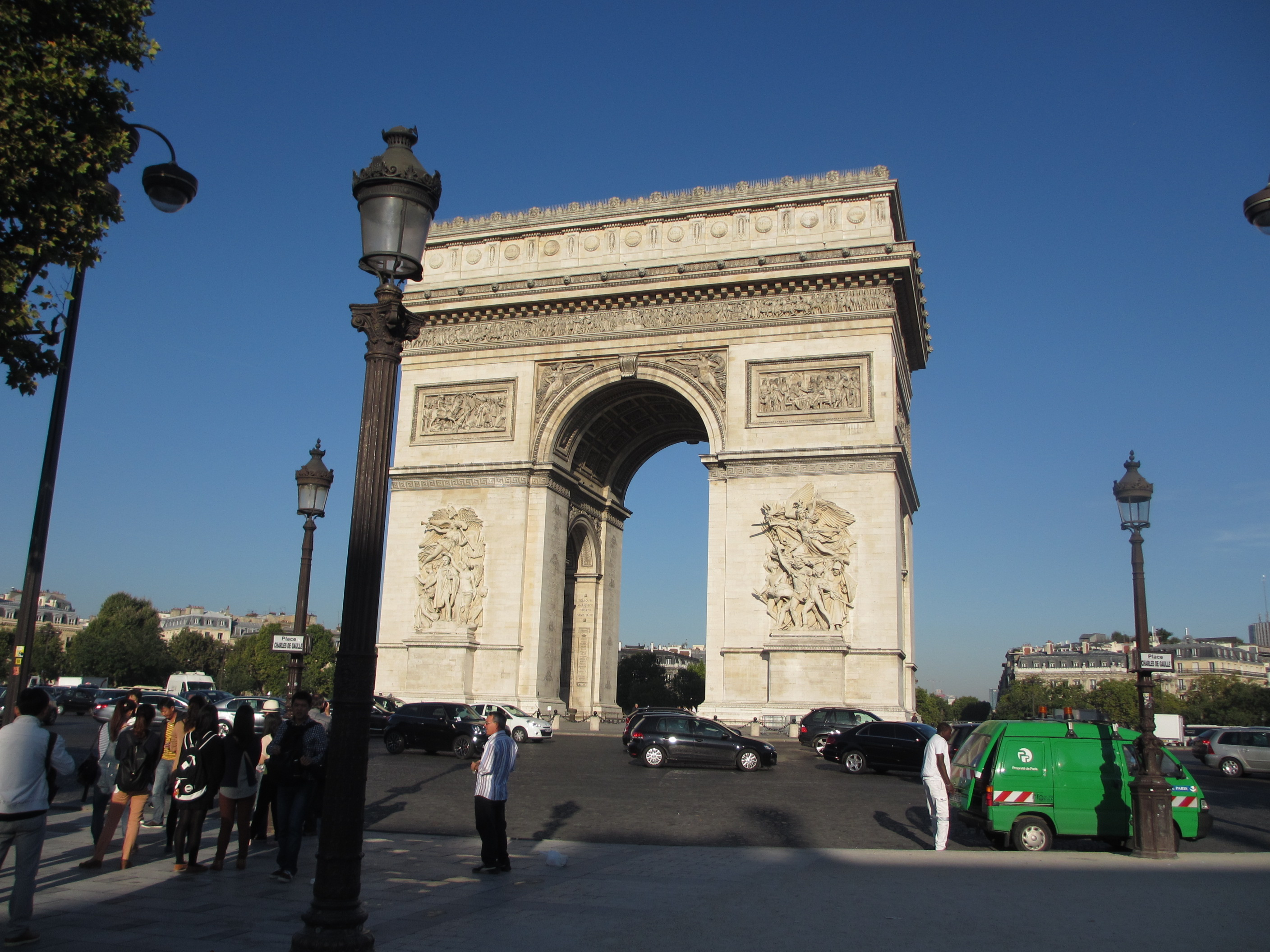
エトワール凱旋門

1836年には、ナポレオン時代より建設が続いていたエトワール凱旋門が完成した。
1840年12月15日、ナポレオンの遺骸がジョワンビル親王によって持ち帰られ、アンヴァリッドに安置された。
騒乱が少なくなると、工業と商業が発展し、道路や歩道が開通し、広場が設置され、清潔になり、ガス灯も普及した。一方、労働者は不衛生な状態で働いており、子供も6歳から働いた。1841年には8歳未満の子供を雇うことが禁止された。この時期、産業革命の波が訪れ、新たに建設された鉄道により地方部から移住してきた労働者によって、パリは急成長を遂げた。人口は90万人を越えヨーロッパではロンドンに次ぐ規模であり、世界でも3番目に大きく、フランスで圧倒的に大きな都市となった（パリに次ぐリヨン、マルセイユの人口はそれぞれ115,000人程度であった）。このようなパリの地位の高まりは、新たに建設されたエトワール凱旋門やナポレオンの墓であるオテル・デ・ザンヴァリッドなどの壮麗な記念建造物にも表れている。
ルイ・フィリップ治世下のパリでは、バルザックやユゴーの小説やサント＝ブーヴの評論が読まれた。とくにウジェーヌ・シューの1843年の『パリの秘密』は成功し、連載されていたデバ紙を人々は奪い合った。

### 第二共和政
1847年7月9日に改革派の宴会が開かれると運動が拡大し、1848年1月、政府が改革派の宴会の禁止を決定した。1848年2月22日、国民衛兵や労働者や学生がデモ行進をすると、23日に国民衛兵と警察が衝突した。トルトニ付近で発砲事件が起きると（発砲した者は不明)、市民が虐殺され、暴徒が宮殿に乱入するなど暴動がはじまった。2月24日、政府の使節団は共和制を宣言し、フランス第二共和政となった。こうして1848年革命が起きた。臨時政府は労働権を宣言し、国立作業場を設置したが、ストライキと暴動が続発した。鎮圧にカヴェニャック将軍が委任されると、6月23日から26日にかけて市街戦となった。パリ大司教アフルは和解を求めたが数人の将軍たちと同様に殺害された。ルイ・フィリップはハム要塞監獄に監禁されていたがロンドンに逃れた。
1848年12月10日の大統領選挙にはナポレオン・ボナパルトの甥であるナポレオン3世が立候補し、553万という圧倒的多数票を獲得して選出された。

### 第二帝政
ナポレオンは大統領の地位には満足せず、1851年12月2日にクーデターを起こし権力を掌握して、自らを皇帝ナポレオン3世と称し、テュイルリー宮殿に居を構えた。

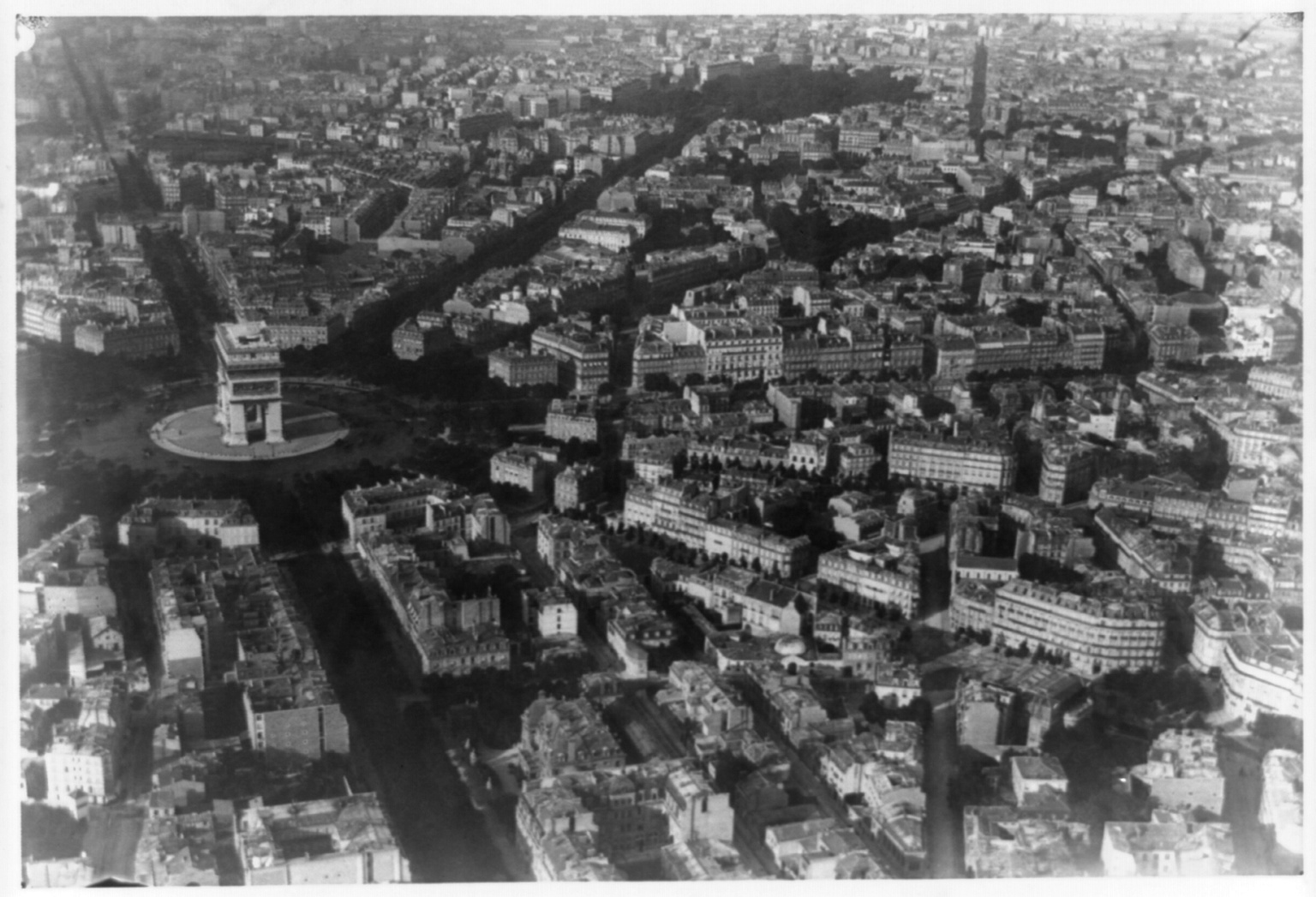
ジョルジュ・オスマンのパリ改造による広く直線的な大通り

ナポレオン3世のもとで、近代のパリが作られた。1853年にナポレオン3世はジョルジュ・オスマンをセーヌ県知事に任命し、パリの近代化を行わせた。ジョルジュ・オスマンは抜本的なパリ改造を行い、疫病などの温床となっていた旧市街の大半を解体し、広く直線的な大通り（ブールバール）や放射状に広がる大通りのネットワークに置き換えた{{。ブローニュの森、ヴァンセンヌの森は、大きな公園に変わった。1869年にジョルジュ・オスマンは不祥事により辞任したが、オスマンの計画は今日のパリの都市構造、景観の多くを形作っている。

### パリ攻撃とコミューン
1870年にナポレオン3世はプロイセンに宣戦したが敗北し、スダンで捕虜となった。これにより同年9月4日、ナポレオン3世は退位し、同日、第三共和政がパリで発足した。普仏戦争の敗北が濃厚となる中で、パリの民衆は街の各地区に「監視委員会」を組織し、成立した国防政府を監視し、パリ市庁舎を占拠するなど、運動を急進化させていた。9月19日、プロイセン軍はパリを包囲し、攻撃を開始した。パリの主要な建物はフランス軍に接収され、ルーブル宮は軍事工場に、オルレアン駅は気球工場、リヨン駅は大砲工場となった。

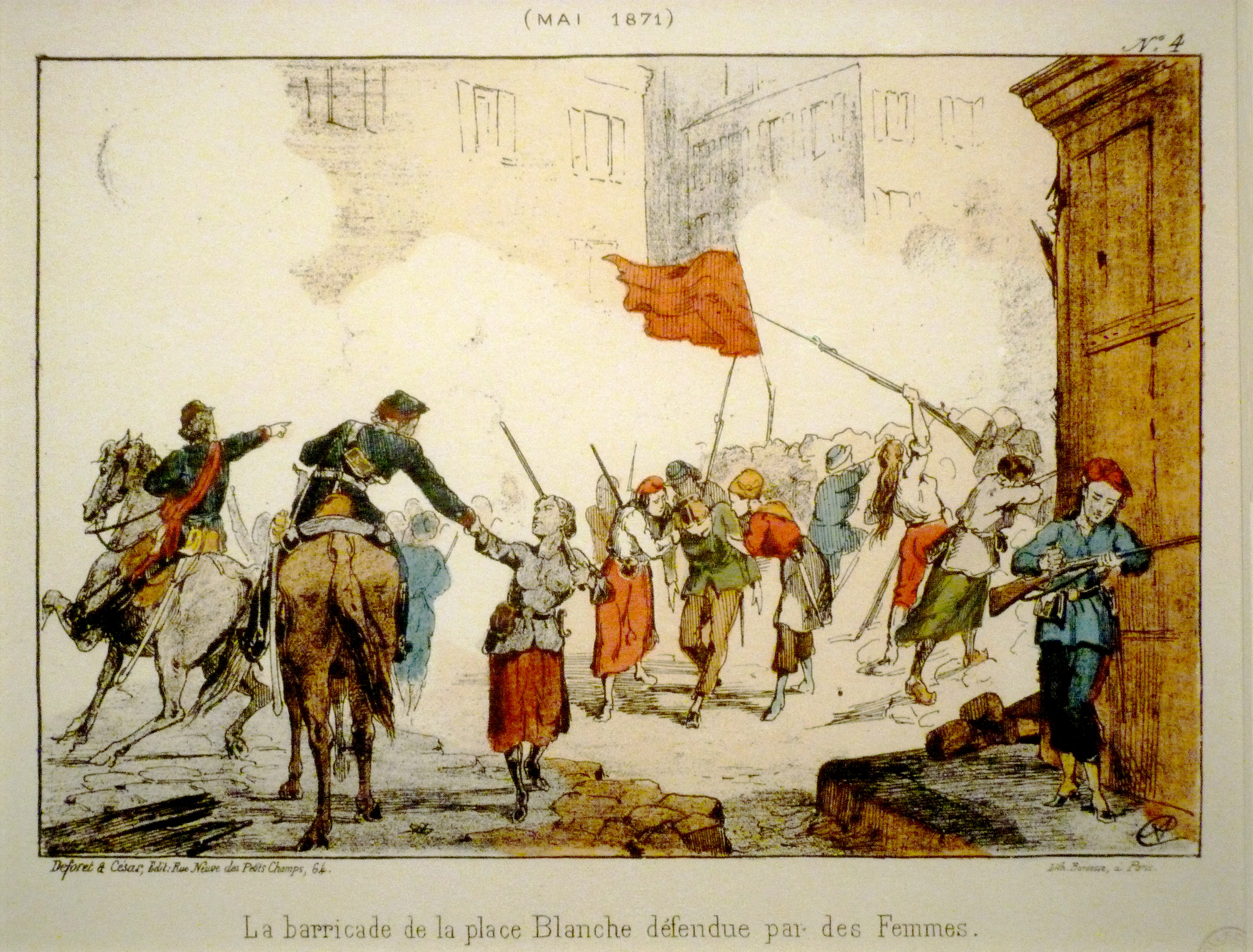
パリ・コミューン

パリは1871年1月28日に降服し、フランスは敗戦後、領土割譲や賠償金による懲罰的な扱いとなった。これはパリ市民の多くにとって受け入れがたいもので、アドルフ・ティエールが結んだ講和は市民にとって裏切りに映った。同年3月18日、反乱が起き、政府軍はモンマルトルから退却した。政府はヴェルサイユで再結成したが、3月26日に社会主義共和政のパリ・コミューンがパリで樹立された。数日後、政府軍との間で激しい戦乱が勃発し、政府側はパリを少しずつ奪還していった。戦いは5月28日に終わり、双方で約4,000人から5,000人の死者を出した。その後、パリ・コミューン側の10,000人が銃殺され、40,000人が逮捕、5,000人が国外追放された。

### ベル・エポック期

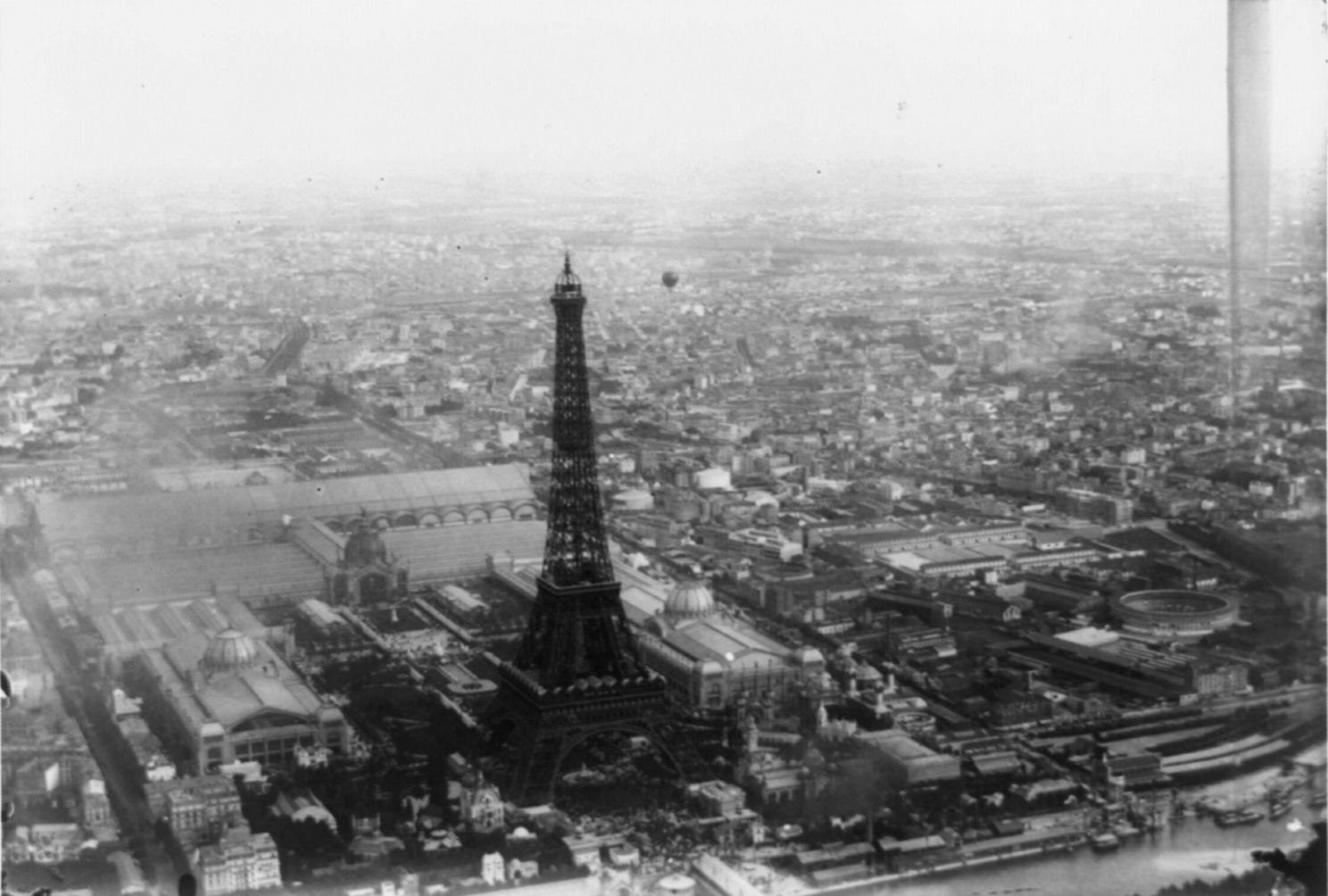
パリ万国博のエッフェル塔

第三共和政は、ブーランジェ事件やドレフュス事件といった政治的事件などによって安定せず、たびたび混乱を招いたため不人気であったが、ベル・エポックと呼ばれるパリの黄金時代を築いた。新たに立派な記念建造物や公共建築が作られ、特にパリ万国博覧会 (1889年) のために建設されたエッフェル塔はその代表的なものである。このエッフェル塔の建設に当たっては、ギー・ド・モーパッサンや、シャルル・グノーといったフランスの著名な芸術家などを中心に抗議声明が出されるなど、パリの景観をめぐる論争が繰り広げられた。
パリは芸術の中心としての名声を高め、印象派の芸術家はパリの新しい景観に着想を得た。同時に、売春宿や、有名なムーラン・ルージュなどのキャバレーが多く、「ヨーロッパの罪の都」の評も得た。1900年には、パリに最初のメトロが開業する。同年、第2回夏季オリンピックの開催地となった。

## 大戦期

### 第1次世界大戦
パリの繁栄は、1914年8月2日の第一次世界大戦勃発まで続いた。他のフランスの都市と同様、パリは最初は、この戦争を1870年の敗戦の報復の好機として歓迎した。しかし1ヶ月以内に、街は難民であふれ、ドイツ軍はパリからわずか15マイルの距離まで迫っていた。政府は、パリが再びドイツ軍に陥落するとの予想から、ボルドーに逃れていた。
しかしパリは、フランス軍が前線を守る決死の努力とドイツ軍の攻撃の失敗によって救われた。最も有名な「マルヌ川の奇跡」では、多くのパリのタクシーが、兵士を前線に送るために徴発された。ドイツは、パリから75マイルほどのオワーズまで押し戻された。
この境界線はその後の4年間、ほぼ膠着し、パリは時々、敵機からの爆撃やディッケ・ベルタ長距離砲による攻撃を受けた。パリはつかの間の快楽主義的な日々を送ったが、その後、前線からの負傷兵であふれ、1916年には疫病が大流行した。1917年8月1日にはフランスが総動員令を出し、これによりパリ市内では店舗の営業時間や、メトロの運行時間が短縮され、物資の配給が始まった。1918年11月11日、パリ北東部のコンピエーニュで調印された停戦条約によって、戦争はついに終わった。

### 戦間期
パリは賑やかだが不安定な戦間期に入り、ジャズ歌手ジョセフィン・ベーカーなどの魅力的な移民によって活気づいた。1924年には、2回目となるパリ・オリンピックが開催された。またその間、パリは大掛かりな土木・道路工事が行われ、1927年にはオスマン大通りが完成し、小さな公園が40ほど作られた。しかし政治的には、特に世界恐慌の際において、混乱の時期であった。

### 第2次世界大戦

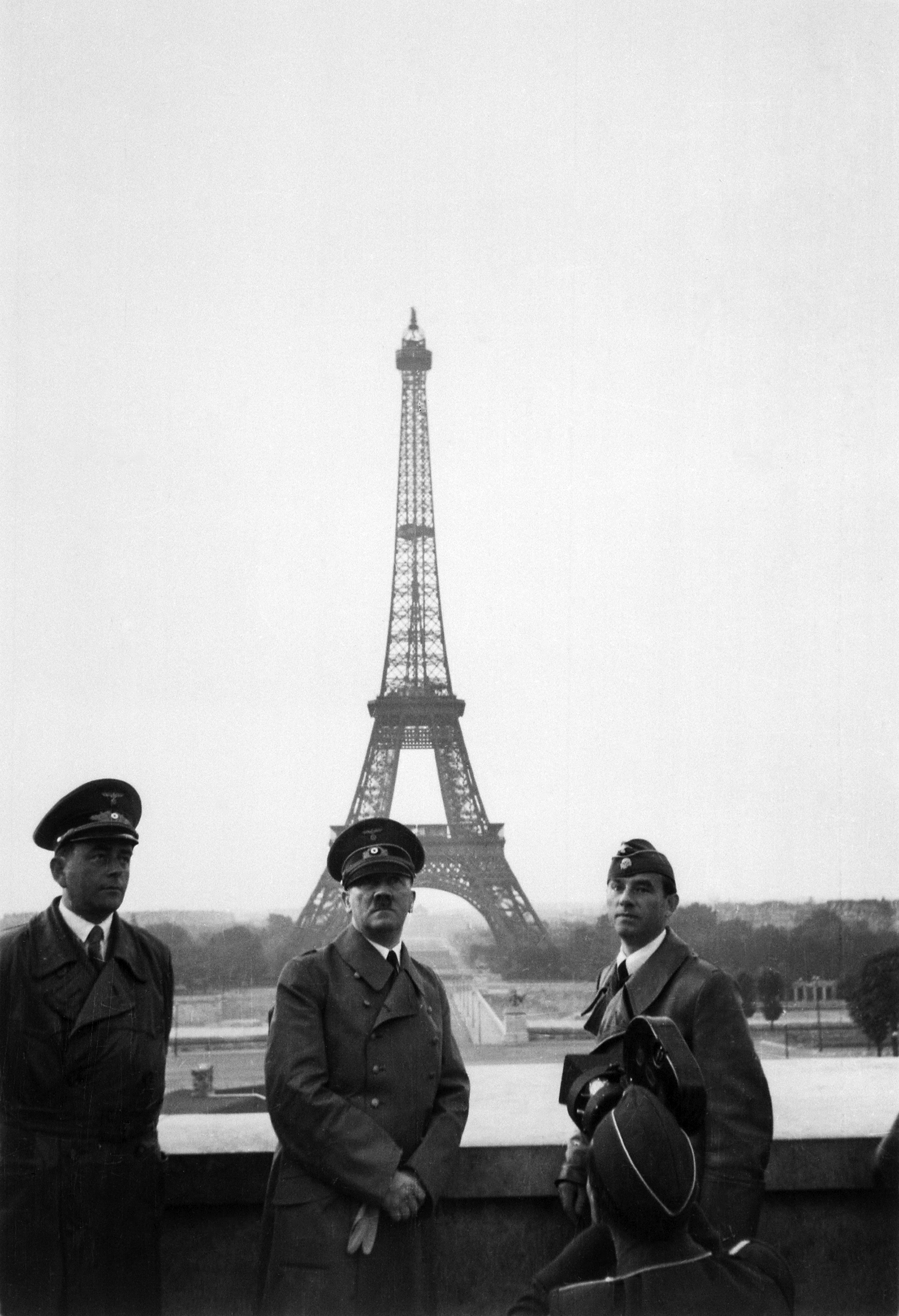
パリ占領

1939年9月3日の第二次世界大戦開戦の際、フランスは政治的に分裂していたことが主因で、備えが十分でなかった。1940年5月10日にドイツ軍がフランスに侵攻した際、フランス軍が手厚く防衛していたマジノ線を迂回し中立国のベルギーを経由して、わずか1ヶ月でパリに到達した。7月14日、パリは6月より当時の軍事総監であったダンツ将軍によって「非武装都市宣言」が出されていた通り、ほぼ無抵抗で降伏した。5月から6月にかけてパリの人口350万人のうち160万人は避難しており、政府はドイツと休戦条約を結んで南方のヴィシーに逃れ、パリとフランス国土の3分の2はドイツ占領下に置かれた。

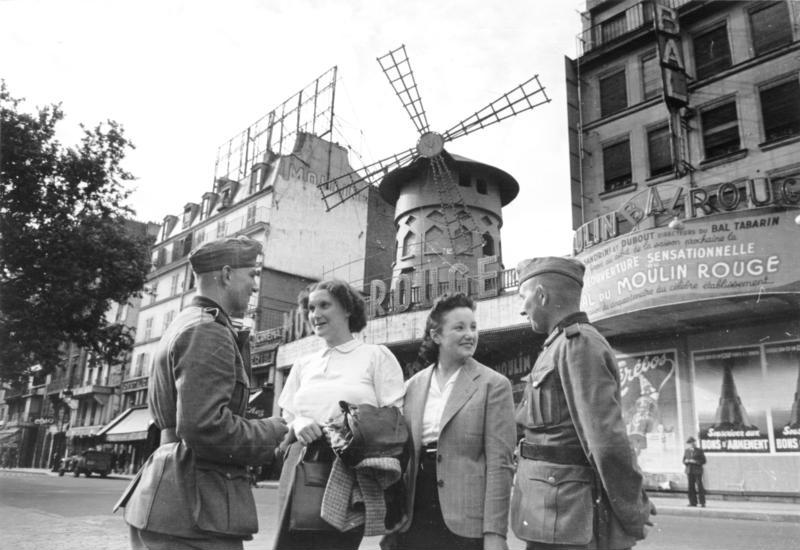
ムーラン・ルージュのドイツ兵

この後の4年間のパリでは、過酷な占領体制が敷かれた。ドイツの30,000人の行政官と軍が500のホテルを接収し、公共建築や記念碑に鉤十字を掲げた。秘密警察ゲシュタポとナチス親衛隊SSは、「分割して統治せよ」の戦略から、パリの人々の間に恐怖と疑惑の念を作り出し、ウェイター、コンシェルジュを雇って密告の情報網を作り、敵対的な行動や態度を報告した場合に報酬を支払った。この機会に、商売敵や元恋人への恨みを晴らそうとした者もいた。日々、大量の匿名の告発がゲシュタポの本部に流れ込み、多くの人々が逮捕された。逮捕者の一部は拷問された後に解放されたが、多くは収容所に送られ、帰ってくることはなかった。多くの人々は、恐怖から逃れるために感情を抑圧されて本当の意見を隠し、ドイツ軍の眼を逃れた。それでも活発な抵抗活動をした人々もいたが、ゲシュタポと国民軍による拷問と死の脅威に常に直面していた。
ドイツの占領軍は屈辱と脅しの広報を行い、パリ市民の意欲を減退させ、強力な抵抗を避けようとした。フランスの国旗や国歌「ラ・マルセイエーズ」は禁止された。プロパガンダのポスターをはがしたりドイツ軍への侮辱、イギリスBBCのラジオの聴取を行えば、逮捕・投獄された。集会や抗議行動は、ドイツ軍のパリ本部によって制限され、夜間外出禁止令が出させた。ドイツ軍はパリの人々に対して丁重に対応するように指導され、買い物の際も大抵きちんと支払いをしていた。独仏会話帳を持ち、親しく会話できるようにしていたほどだった。しかし友人や家族をSSに連れ去られたり、恋人を戦場で失ったパリの人々にはそうした努力も意味をなさなかった。
ユダヤ人の迫害はパリ陥落後48時間以内に開始され、ユダヤ人を警察に登録するよう求められた。1941年5月14日、ヴィシー警察はパリのユダヤ人の強制移送を始めた。パリ郊外のドランシーに収容所が設けられ、アウシュヴィッツ強制収容所に移送するまでの経由地とされた。約70,000人がこの収容所を経由した。1943年7月まで、ナチスを代行してフランス当局が運営し、ユダヤ人の検挙はフランスヴィシー警察が行った。パリのユダヤ人16万人は反ユダヤ主義のドイツ警察にひどく悩まされた。ユダヤ人の事業は差し押さえられて禁止され、自宅からは貴重品を略奪され、レストラン、公園、市場、公衆電話の使用を禁止された。ユダヤ人と書かれた黄色い星を付けることを求められた。

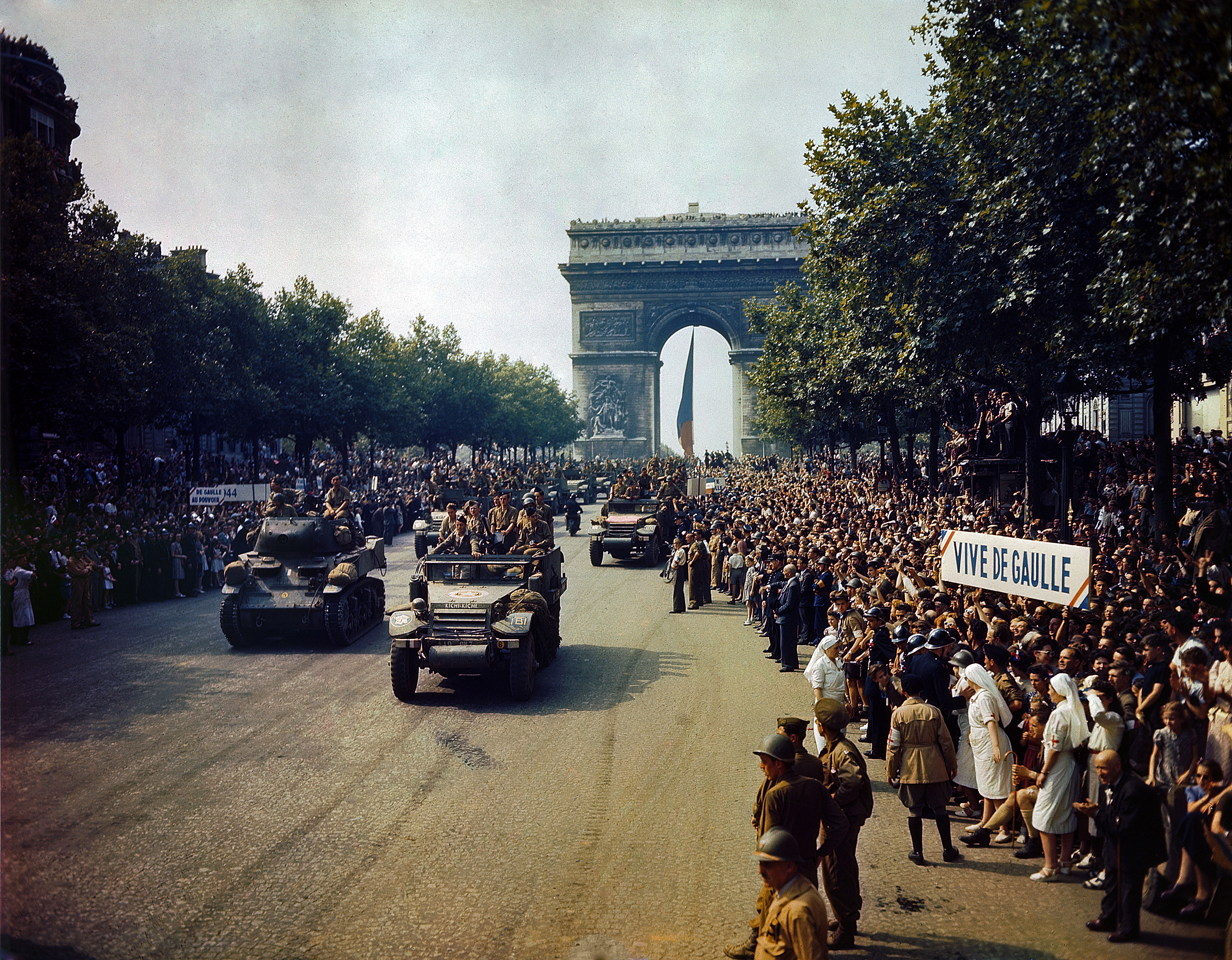
パリ解放

1944年7月、連合軍はノルマンディーに上陸し、2ヶ月後、ドイツ戦線を破ってフランスを進攻した。同年8月19日、抵抗運動をする市民と、パリ警視庁によって、反乱が起きた。パリの街中で戦いが起き、ヒトラーはパリの総司令官だったフォン・コルティッツに、パリを破壊するよう命じた。しかしコルティッツは、パリを破壊した男として名が残ることを恐れて、実行しなかった。フィリップ・ルクレールの第2部隊とアメリカの第4部隊がパリ郊外に達したとき、コルティッツは軍に退却を命じ、自身は降伏し、パリはほとんど無傷で解放された。シャルル・ド・ゴールとルクレールは歓喜する市民に迎えられてパリに入り、ド・ゴールは1946年までの臨時政府を樹立した。

## 現代
市民政治の再建と、1946年の第四共和政の成立後、パリは大戦中の物的損害が比較的少なかったこともあり急速に復興した。しかし1950年代、60年代には、フランスの他地域同様、フランス領インドシナ、アルジェリアの国家主義者のゲリラによる争乱に巻き込まれる。アルジェリア戦争の間、独立主義者はパリで爆弾爆破を起こした。緊張が高まり、パリで大戦後最大の虐殺事件が起きた。1961年8月17日、パリ市警察が、警官が独立主義者によって殺害されたという根拠のない情報に基づいて、300人と推定される独立主義者を殺害した。この事件は1990年代まで、ほとんど知られることはなかった。
1962年にアルジェリアは独立し、70万人以上のフランス人、アルジェリア人がフランスとくにパリに移住した。これに応えて、政府は巨大な郊外住宅を建設した。今では悪名高いバンリュー（フランス語で郊外の意）と呼ばれる地帯で、無機質な建築、治安の悪化、人種的緊張で有名になる。

### 五月危機

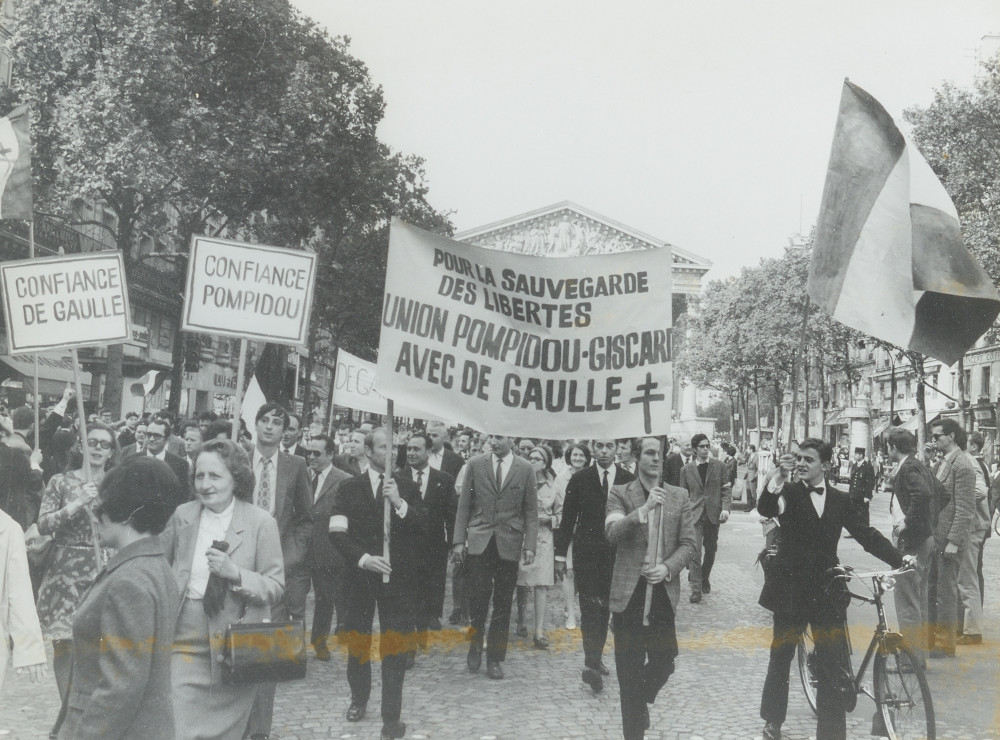
5月危機

社会不安の増大と、ド・ゴールの権威主義的な政治が、爆発的な結末を迎えた。1968年5月初め、パリの学生と工場労働者による反乱が勃発した。反乱はすぐに収束に向かったものの、ド・ゴールの退陣と、社会民主主義的な政策の長期間にわたる実行につながった。1968年5月の抗議行動の主導者の多くは、国や地方の政治で重要な役割を果たした。
ド・ゴール政権の後、ジョルジュ・ポンピドゥー、ヴァレリー・ジスカール・デスタンの両政権下で、パリでは大きな開発が行われた。斬新なポンピドゥー・センターや、超近代的な設計のラ・ヴィレット公園が建設された。また、レ・アールの歴史的な中央市場は廃止され、跡地には地下ショッピングモールとなった。高さ209メートルのモンパルナスタワーが建設されたが、パリの景観をアメリカ式の超高層ビルが圧倒してしまうことへの懸念が引き起こされ、それ以来、反対運動が強い。
1977年、パリに市長が置かれるようになり、初代市長にジャック・シラクが当選する。それまでパリの行政はセーヌ県知事が担当していた。

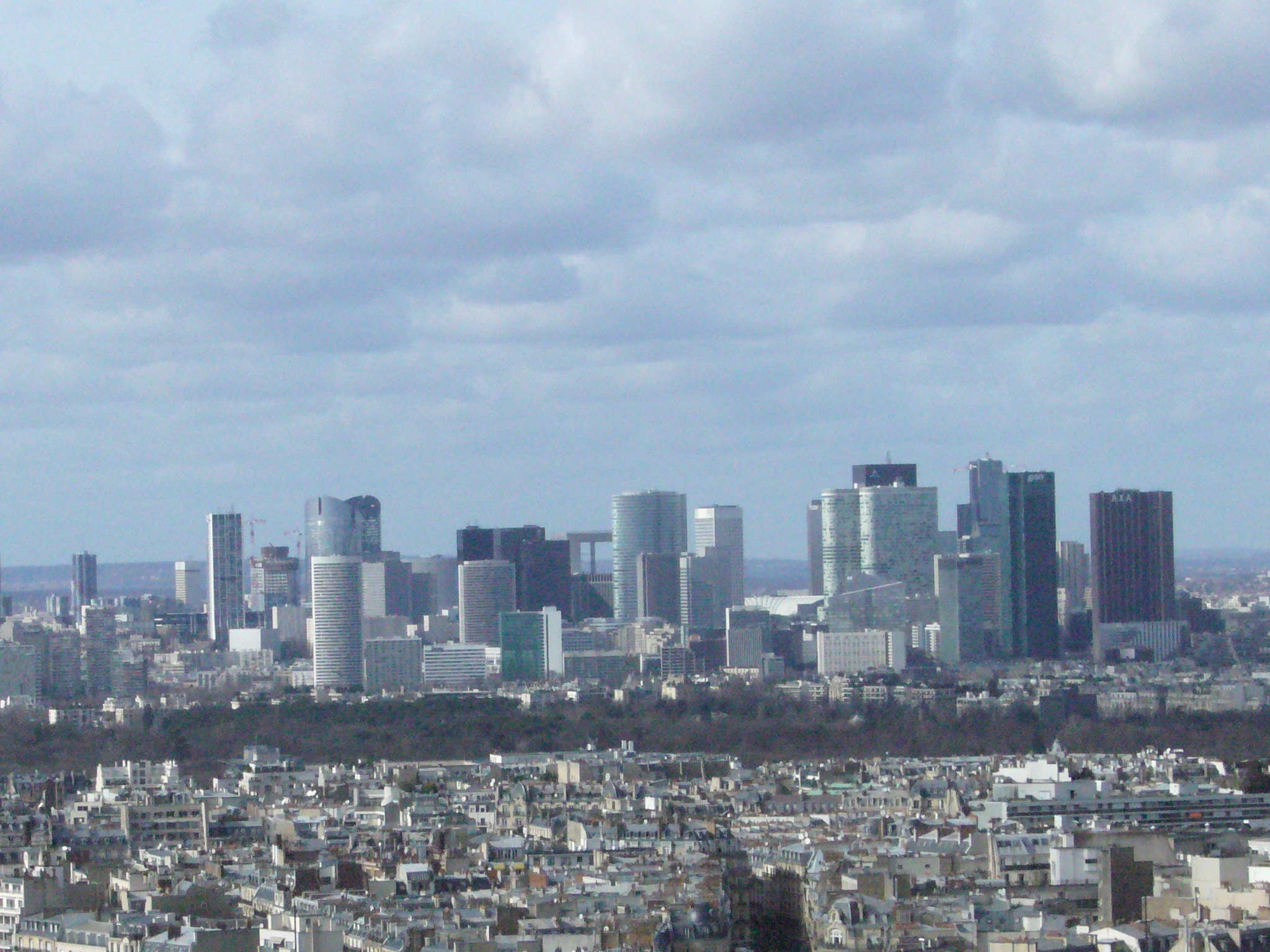
エッフェル塔から見えるラ・デファンス

1981年のフランソワ・ミッテラン大統領就任により、パリの景観と政治は大きく変化した。社会党のミッテランは、パリ市長であったジャック・シラクとしばしば対立した。ミッテランはルーブル美術館を再開発し、ガラスのピラミッドが作られた。また、市域のすぐ外に新しく未来的なラ・デファンスが建設された。オペラ・バスティーユ、フランス国立図書館は、大幅な支出超過や技術的な問題によって、成功度は低いとされた。
1989年、パリ北郊の公立中学校に通う3人の移民女学生がイスラーム教のスカーフを着用して登校したところ、入校を拒否される、「スカーフ事件」が発生する。この事件は、パリ郊外から全国的に大論争を引き起こし、大きな社会問題と政治課題をもたらした。
シラクは多くの課題に直面したが、特に1995年5月に大統領に選出されてから最悪の問題が現れた。市長時代に親族や支持者に便宜を図ったという政治資金問題が表面化した。シラクが大統領に当選したことを受け、翌月、ジャン・ティベリが後継のパリ市長となった。7月11日、パリのモスウクでFIS(イスラーム救国戦線)の創設者イマム・チェイカ・アブデルバキ・サラウイが暗殺される。25日にはアルジェリアのイスラーム過激派によって、サン・ミシェル=ノートルダム駅で爆弾テロが発生し、死者8人、重軽傷者117人の被害を出した。この事件を皮切りに8月から10月にかけて、爆弾テロ事件が頻発した。

### 21世紀
2001年3月、パリでは1871年以来の左派の市長が選出された。ベルトラン・ドラノエは、130年振りの左派の市長というだけでなく、フランスの高い社会的地位にゲイの男性が就いたことも歴史的であった。ベルトラン・ドラノエは、パリ市の行政の汚職と非効率を正すこと、また、増税をせずに犯罪の減少と教育の改善を行うことを公約したが、実際の変化はなく、貧困・移民問題の停滞により長期の抗議行動が起きた。ベルトラン・ドラノエの政策としては、パリでの自動車交通を削減して、代わりにバス、自転車などの利便性を増すことがあり、バスレーンの整備、貸し自転車システムヴェリブの導入、南部の環状線でのトラムの開業などが行われた。

シャルリー・エブド襲撃事件を受け、追悼のスローガンとなった言葉。

2015年1月7日パリ11区にあるシャルリ・エブド紙本社をイスラーム過激派のテロリストが襲撃する事件が発生し、風刺画家5人を含む12人が殺害された。また2日後の1月9日にはパリ20区のユダヤ食品店で人質事件が発生する。さらに11月にはイスラム過激派組織ISILを首謀者とするパリ同時多発テロ事件が発生し、129人が犠牲となり、352人の負傷者が出た。フランスのメディアは「戦後最悪のテロ」「パリ中心部の戦争」と報じた。同年12月、第21回気候変動枠組条約締約国会議がパリで開かれ、2020年に失効する京都議定書以降への新たな枠組みとしてパリ協定が採択された。
2017年9月13日にペルーのリマで開かれた第131次IOC総会にて2024年の夏季オリンピックをパリで開催することを決定した。
2018年7月15日、サッカーワールドカップでフランスが優勝。市民がシャンゼリゼ通りなどに繰り出して祝う中、一部が暴徒化して食料品店や雑貨店を襲撃して商品を略奪。治安部隊が催涙ガスなどを使って暴徒を鎮圧した。
同年11月17日、フランス大統領エマニュエル・マクロンの政策に対する抗議運動である「黄色いベスト運動」がフランス全土で展開され、パリもその例に漏れず抗議の舞台となる。

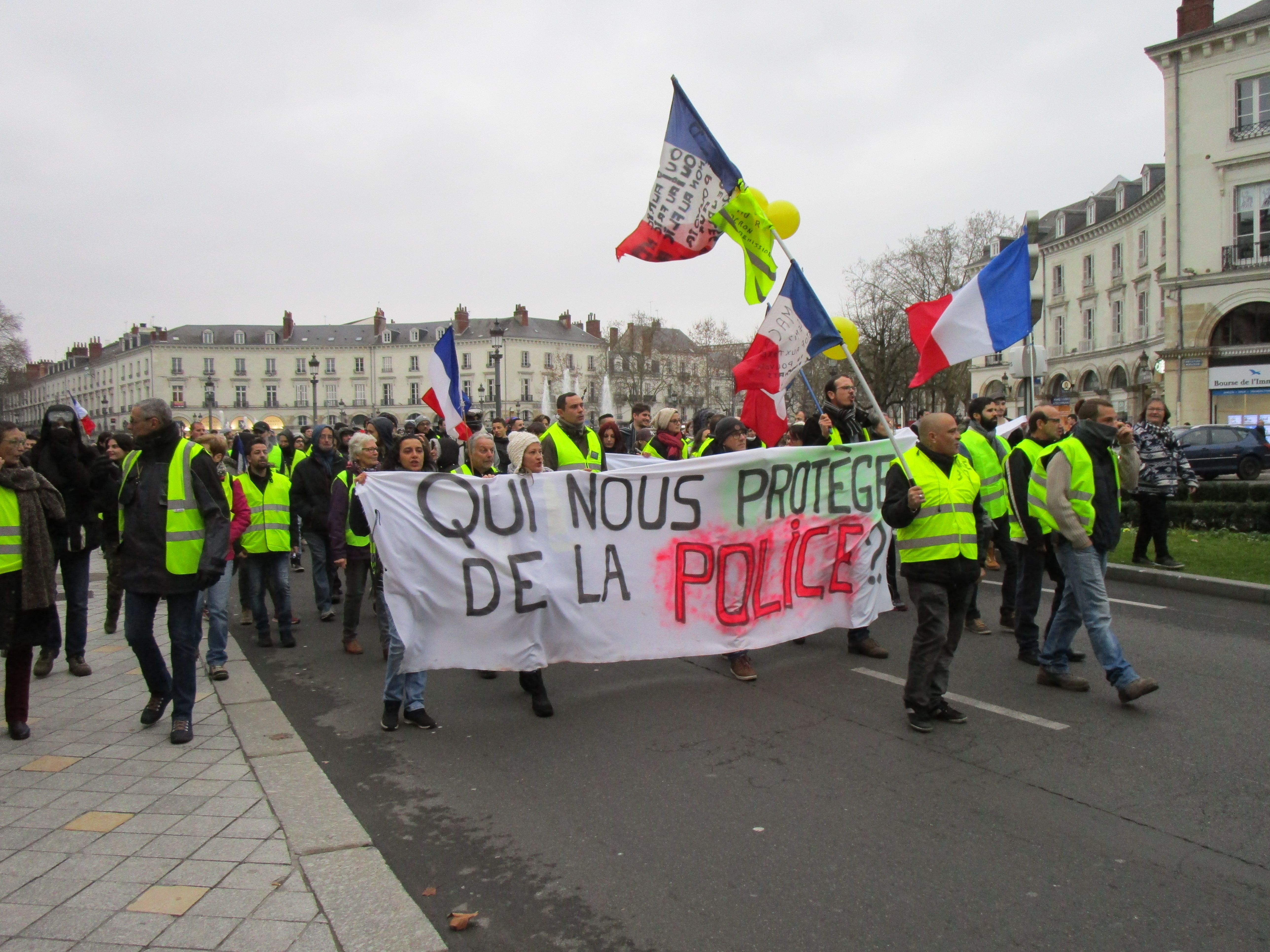
黄色いベスト運動

2019年4月15日、パリのノートルダム大聖堂で火災が発生し、尖塔が焼け落ちるなどの被害を受けた。
2022年12月23日、クルド人文化施設で銃撃事件が発生。3人が死亡、4人が負傷した。逮捕された男の背景から人種差別的犯行の疑いが強まり、現場となったクルド人文化施設の前では抗議デモが発生。警察が催涙ガスを発射して鎮圧を図る事態になった。
2023年6月28日、パリ近郊のナンテールで、自動車を運転していた北アフリカ系の少年が警察官から銃撃されて死亡。このことをきっかけに、パリ市内で暴動が発生して拡大。多くの10代の若者が参加、7月1日夜から2日未明にかけた暴動では、パリ中心部のシャンゼリゼ通りで車が放火されるなど規模が拡大した。